# Liévin
Pour les articles homonymes, voir Liévin (homonymie).
Liévin est une commune française située dans le département du Pas-de-Calais en région Hauts-de-France. Ses habitants sont appelés les Liévinois. La commune est membre de la communauté d'agglomération de Lens-Liévin.
La commune de Liévin (nom porté depuis 1801), située dans le sud-est du département du Pas-de-Calais et limitrophe de la commune de Lens, est une commune du bassin minier du Nord-Pas-de-Calais. C’est une commune de type grand centre urbain, appartenant à l’unité urbaine de Douai-Lens, avec une population de 30 113 habitants au dernier recensement de 2022, elle a connu un pic de population en 1968 avec 35 853 habitants. En termes de population, Liévin est la 5e ville du département et la 20e de la région. Malgré cette importance, elle dépend directement de l'agglomération lensoise. Petit village agricole à l'origine, la commune a connu un essor important avec le développement de l'industrie minière dans la région.
Depuis 2012, la valeur universelle et historique du bassin minier du Nord-Pas-de-Calais est reconnue et inscrite sur la liste du patrimoine mondial de l’UNESCO, parmi les 353 sites, sept sites se trouvent sur le territoire communal.
La commune est riche de trois monuments qui font l’objet d’une inscription au titre des monuments historiques. 
À la suite de la Première Guerre mondiale, la commune est décorée de la croix de guerre 1914-1918.

## Géographie

### Localisation
Localisée dans le sud-est du département du Pas-de-Calais, dans la plaine de l'Artois, Liévin, limitrophe, à l'est, de Lens (chef-lieu d'arrondissement) est située, à vol d'oiseau, à 15 km au nord d'Arras, 15 km au sud-est de Béthune, 22 km à l'ouest de Douai et à 30 km au sud-ouest de Lille.
Le territoire de la commune est limitrophe de ceux de neuf communes.
Les communes limitrophes sont Éleu-dit-Leauwette, Givenchy-en-Gohelle, Angres, Aix-Noulette, Avion, Bully-les-Mines, Grenay, Lens et Loos-en-Gohelle.

### Géologie et relief
La superficie de la commune est de 12,83 km2 ; son altitude varie de 32  à   80 m.

### Hydrographie
Le territoire de la commune est situé dans le bassin Artois-Picardie.
Liévin, située sur les bords de la rivière Souchez qui est le cours amont de la Deûle, est la principale ville de la Gohelle. Au XIXe siècle, la richesse de son sol en houille en a fait la principale ville de l'ouest du bassin minier du Nord-Pas-de-Calais.

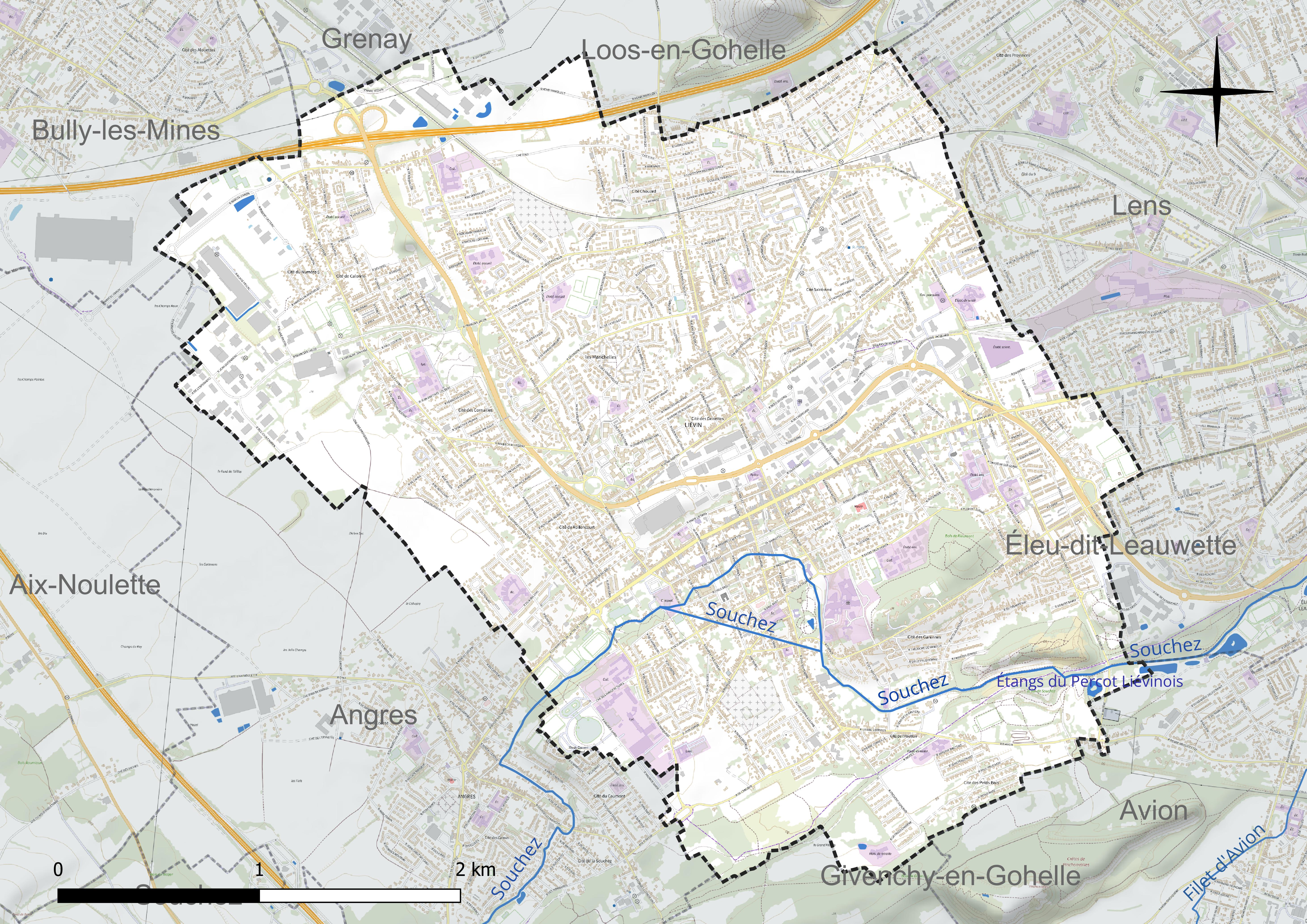
Réseau hydrographique de Liévin.

### Climat
Pour des articles plus généraux, voir Climat des Hauts-de-France et Climat du Pas-de-Calais.
En 2010, le climat de la commune est de type climat océanique dégradé des plaines du Centre et du Nord, selon une étude du CNRS s'appuyant sur une série de données couvrant la période 1971-2000. En 2020, Météo-France publie une typologie des climats de la France métropolitaine dans laquelle la commune est exposée à un climat océanique et est dans la région climatique Nord-est du bassin Parisien, caractérisée par un ensoleillement médiocre, une pluviométrie moyenne régulièrement répartie au cours de l’année et un hiver froid (3 °C).
Pour la période 1971-2000, la température annuelle moyenne est de 10,3 °C, avec une amplitude thermique annuelle de 14,3 °C. Le cumul annuel moyen de précipitations est de 718 mm, avec 12,3 jours de précipitations en janvier et 8,9 jours en juillet. Pour la période 1991-2020, la température moyenne annuelle observée sur la station météorologique la plus proche, située à Wancourt à 20 km à vol d'oiseau, est de 10,8 °C et le cumul annuel moyen de précipitations est de 711,4 mm,. Pour l'avenir, les paramètres climatiques de la commune estimés pour 2050 selon différents scénarios d'émission de gaz à effet de serre sont consultables sur un site dédié publié par Météo-France en novembre 2022.

### Milieux naturels et biodiversité

#### Zone naturelle d'intérêt écologique, faunistique et floristique
L’inventaire des zones naturelles d'intérêt écologique, faunistique et floristique (ZNIEFF) a pour objectif de réaliser une couverture des zones les plus intéressantes sur le plan écologique, essentiellement dans la perspective d’améliorer la connaissance du patrimoine naturel national et de fournir aux différents décideurs un outil d’aide à la prise en compte de l’environnement dans l’aménagement du territoire.
Le territoire communal comprend une ZNIEFF de type 1 : le terril 75 d'Avion (de Pinchonvalles), d’une superficie de 140 hectares et d'une altitude variant de 5  à   119 mètres, est le deuxième terril d'Europe pour la surface occupée.

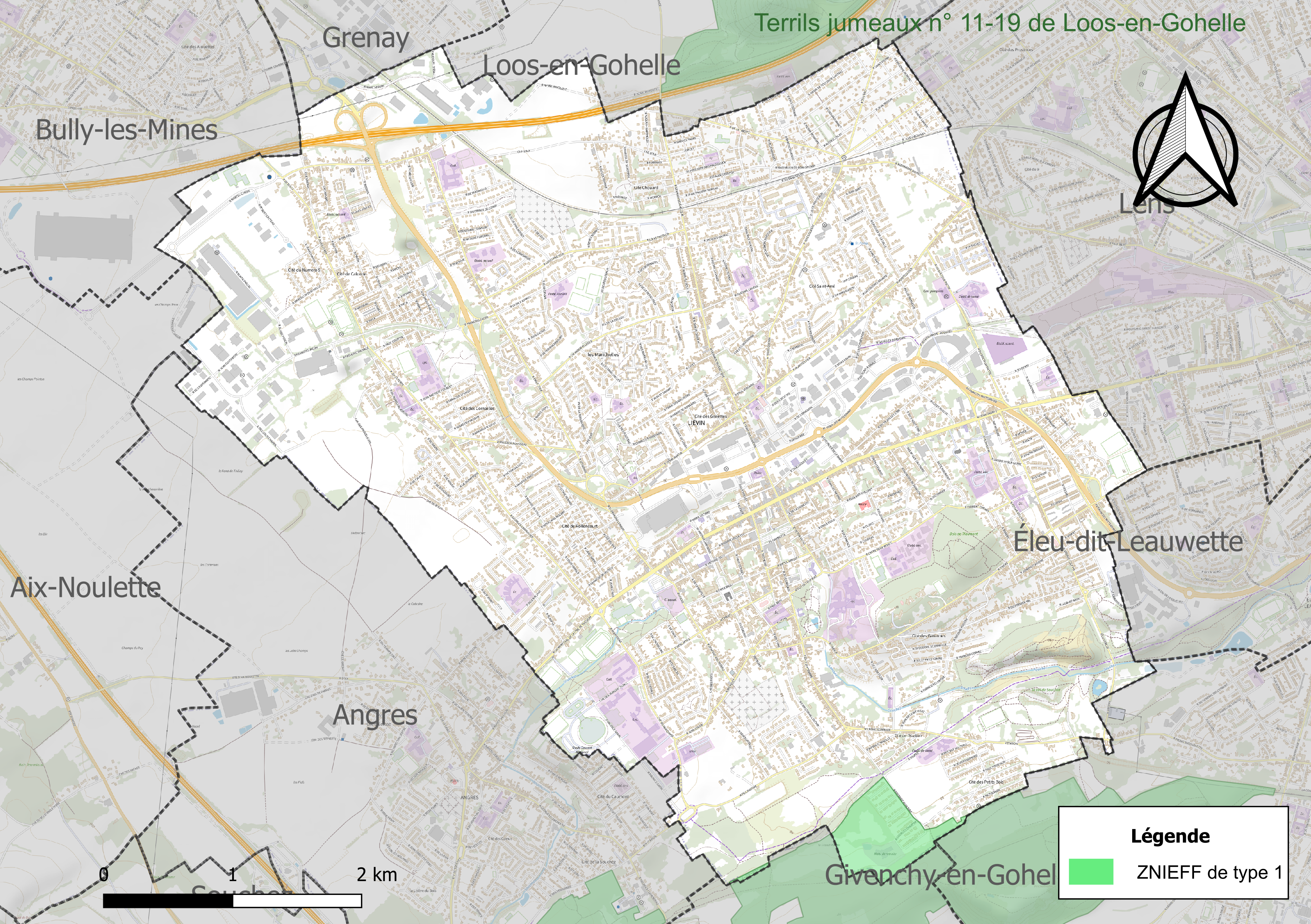
Carte de la ZNIEFF dans la commune.

#### Espèces faunistiques et floristiques
L’Inventaire national du patrimoine naturel (INPN) recense plusieurs espèces faunistiques et floristiques sur le territoire de la commune dont certaines sont protégées et d’autres menacées et quasi-menacées.

## Urbanisme

### Typologie
Au 1er janvier 2024, Liévin est catégorisée grand centre urbain, selon la nouvelle grille communale de densité à sept niveaux définie par l'Insee en 2022.
Elle appartient à l'unité urbaine de Douai-Lens, une agglomération inter-départementale regroupant 67  communes, dont elle est ville-centre,,. Par ailleurs la commune fait partie de l'aire d'attraction de Lens - Liévin, dont elle est une commune du pôle principal,. Cette aire, qui regroupe 50 communes, est catégorisée dans les aires de 200 000 à moins de 700 000 habitants,.

### Occupation des sols
L'occupation des sols de la commune, telle qu'elle ressort de la base de données européenne d’occupation biophysique des sols Corine Land Cover (CLC), est marquée par l'importance des territoires artificialisés (85 % en 2018), en augmentation par rapport à 1990 (80,9 %). La répartition détaillée en 2018 est la suivante : 
zones urbanisées (66,7 %), zones industrielles ou commerciales et réseaux de communication (12,6 %), terres arables (7,4 %), zones agricoles hétérogènes (5,2 %), espaces verts artificialisés, non agricoles (4,6 %), milieux à végétation arbustive et/ou herbacée (2 %), mines, décharges et chantiers (1,2 %), forêts (0,3 %). L'évolution de l’occupation des sols de la commune et de ses infrastructures peut être observée sur les différentes représentations cartographiques du territoire : la carte de Cassini (XVIIIe siècle), la carte d'état-major (1820-1866) et les cartes ou photos aériennes de l'IGN pour la période actuelle (1950 à aujourd'hui).

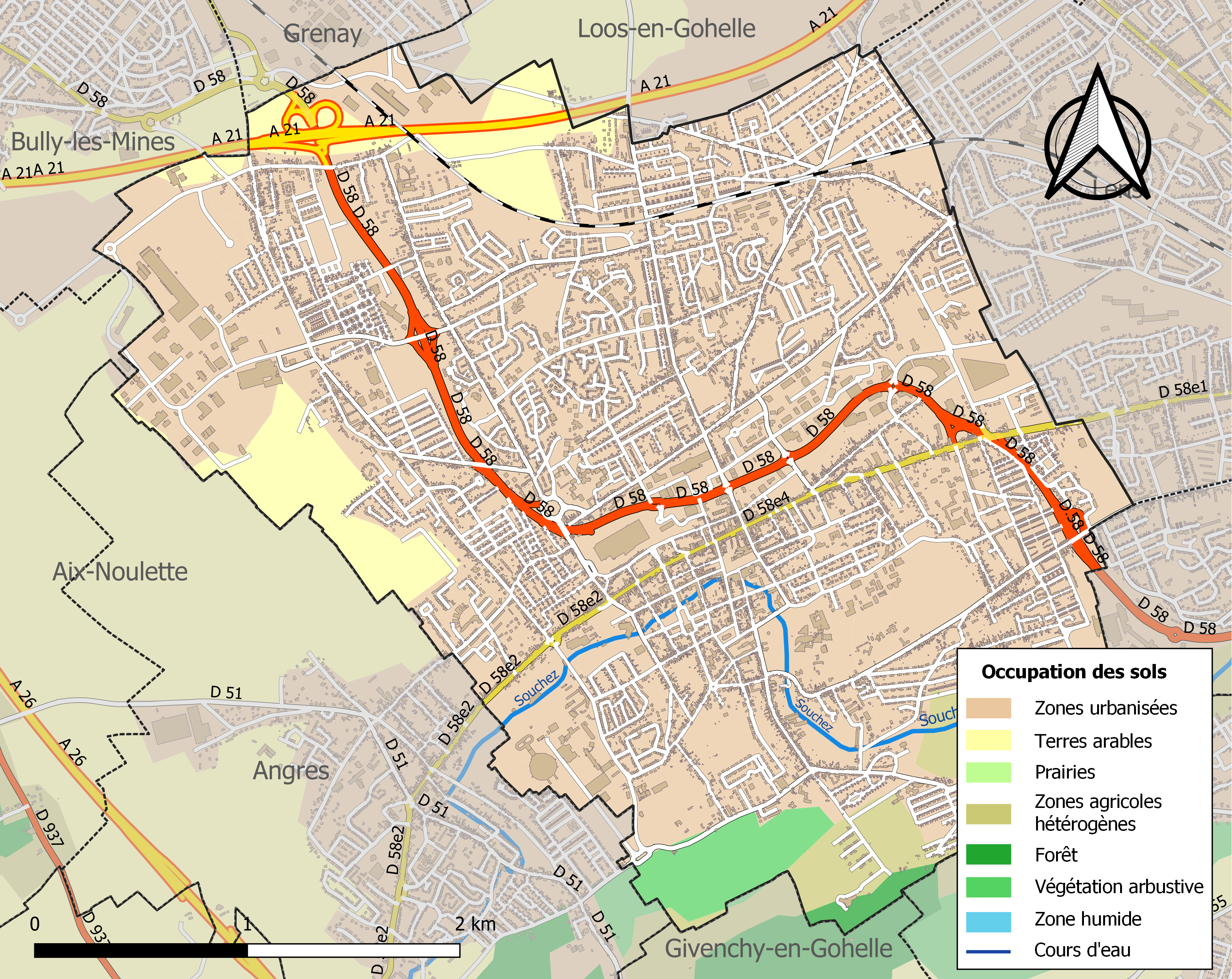
Carte des infrastructures et de l'occupation des sols de la commune en 2018 (CLC).

### Logement
En 2019, le nombre total de logements dans la commune était de 13 614, alors qu'il était de 13 397 en 2014 et de 13 360 en 2009.
Parmi ces logements, 93,8 % étaient des résidences principales, 0,3 % des résidences secondaires et 5,8 % des logements vacants. Ces logements étaient pour 74,2 % d'entre eux des maisons individuelles et pour 25,1 % des appartements.
Le tableau ci-dessous présente la typologie des logements à Liévin en 2019 en comparaison avec celle du Pas-de-Calais et de la France entière. Une caractéristique marquante du parc de logements est ainsi une proportion de résidences secondaires et logements occasionnels (0,3 %) inférieure à celle du département (6,4 %) mais supérieure à celle de la France entière (9,7 %). Concernant le statut d'occupation de ces logements, 38,6 % des habitants de la commune sont propriétaires de leur logement (36,3 % en 2014), contre 57,8 % pour le Pas-de-Calais et 57,5 pour la France entière.
| Typologie                                               | Liévin | Pas-de-Calais | France entière |
| ------------------------------------------------------- | ------ | ------------- | -------------- |
| Résidences principales (en %)                           | 93,8   | 85,9          | 82,1           |
| Résidences secondaires et logements occasionnels (en %) | 0,3    | 6,4           | 9,7            |
| Logements vacants (en %)                                | 5,8    | 7,7           | 8,2            |

### Voies de communications et transport

#### Voies de communication
Liévin est traversée par l'A21 (Lens-Douai-Valenciennes) et la RD 58. Cette dernière, dite aussi pénétrante, fréquentée par 20 000 véhicules par jour, est l'une des voies d'accès au Louvre-Lens qui a ouvert en 2012 ; des structures jalonnent cet itinéraire (hypercubes, pyramides, sphère métallique, etc). La commune est également située à proximité de l'A26 (Calais-Arras-Reims) et de l'A211-RN 17 (Lens-est - Arras).
- Autoroute A21 (Rocade Minière) : Aix-Noulette - Douchy-les-Mines.
- Autoroute 26 (Autoroute des Anglais) : Calais - Troyes.
- Route départementale 58E4

Liévin est traversée par l'EuroVelo 5, reliant Canterbury en Angleterre à Brindisi en Italie.

#### Transports en commun
La gare de Liévin, la ligne d'Arras à Dunkerque-Locale, est une halte desservie par des trains TER Nord-Pas-de-Calais qui effectuent des missions entre les gares : d'Arras et  de Béthune ; d'Arras et de Dunkerque.
La commune était desservie, de 1895 à 1948, par la ligne de chemin de fer Lens - Frévent, une ancienne ligne de chemin de fer qui reliait les communes de Lens et de Frévent.
Liévin est desservie par les lignes régulières et les bus à la demande du réseau d'autobus Tadao.

## Toponymie
Le nom de la localité est attesté sous les formes Laivin en 1104 ; Laivign en 1213 ; Lyevin en 1282 ; Leving au XIVe siècle ; Leuvin en 1437 ; Levin en 1466 ; Liévin en 1793 ; Lievin et Liévin depuis 1801.
Le nom de Liévin est un hagiotoponyme caché, le nom provient très probablement de Saint Liévin de Gand, évêque irlandais, qui fut un grand évangélisateur des Flandres au VIIe siècle et qui fut beaucoup vénéré dans le Nord de la France. Liévin vient de Lieven en flamand.
Le nom de Liévin tire son nom du mot latin : Levesano qui signifie « Eau qui est bonne, eau qui guérit ».

## Histoire

### Préhistoire et Antiquité
Des fouilles archéologiques sur la butte de Riaumont, point culminant de la ville, ont mis au jour des traces des époques néolithique et gallo-romaine, ainsi que 752 tombes qui attestent que Liévin a été une nécropole mérovingienne.

### Du Moyen Âge à la Révolution
Avant la Révolution française, Liévin est le siège de plusieurs seigneuries.
Allard-François de Blocquel, chevalier, est au XVIIe siècle seigneur de Wismes, Lambry, Angre (Angre? Angres?), Liévin. Il a été enterré dans l'abbaye Notre Dame de Loos, près de Lille, où étaient visibles son épitaphe, ses armoiries et celle de ses ascendants paternels et maternels. Il est d'une ancienne famille noble qui a pris ses alliances dans des familles nobles (famille de René de Vos de Stenvich, chevalier, conseiller du roi d'Espagne; famille de Pierre-Ignace de Beauffort (famille de Beauffort), écuyer, seigneur de Warnicamp;  famille d'Aumale) et a de ce fait des parentés avec la maison de Montmorency, la maison de Nesle, la maison de Schombert (famille von Schönberg).
Adrien-Antoine de Blocquel de Croix, petit-fils d'Allard-François, écuyer, seigneur de Wismes, Liévin, Lambry, mayeur héréditaire de Naves et de Marcoing, reçoit en juin 1720, des lettres de chevalerie données à Paris. En mai 1724, des lettres données à Versailles l'autorisent lui et ses descendants légitimes à décorer l'écusson de leurs armes d'une couronne de cinq fleurons et de prendre deux griffons pour support.
Au Moyen Âge, Liévin est un petit village agricole. En 1414, on recense à Liévin à peine 150 habitants. Des recensements ultérieurs font état de 600 habitants en 1759, 900 habitants en 1789 et 1 223 habitants en 1820.
Au début du XVIIIe siècle, Gilles de Fontaine (1692-1751), écuyer, est seigneur des Sarteaux, de Liévin, Santes. Fils de Jacques de Fontaine, seigneur de Manduez, bourgeois de Lille, écuyer, et de Marie-Anne Fasse, il nait à Lille en août 1692 (baptisé le 11 août 1792), devient bourgeois de Lille le 29 novembre 1724, licencié en droit, échevin de Lille, conseiller procureur du roi, syndic (avocat) de Lille, il meurt le 14 janvier 1751, est inhumé dans l'église Saint-Maurice de Lille. Il épouse à Lille le 20 août 1724 Marie-Barbe-Joseph Marissal (1695-1773), fille de Thomas et de Marie-barbe Marquant. née à Lille en avril 1695 (baptisée le 4 avril 1695), elle meurt à Lille le 19 janvier 1773, à l'âge de 77 ans.
Gilles-Xavier-Casimir de Fontaine (1733-1806), fils de Gilles, chevalier, seigneur de Sarteaux, Liévin, Oreaulmont (terre sur Liévin), Santes, de la Montagne, nait à Lille en mars 1733 (baptisé le 22 mars 1733), bourgeois de Lille le 23 août 1765, est créé trésorier de France au bureau des finances de la généralité de Lille le 24 mars 1756, le reste jusqu'au 28 janvier 1784, date où il est déclaré trésorier honoraire, convoqué aux assemblées des nobles de Flandre par ordonnance du 16 mars 1769. Il meurt à Lille le 22 août 1806, à 73 ans. Il épouse en 1765 Marie-Anne-Joseph Moucque (1746-1835), fille de Charles-Joseph, chevalier, seigneur des Mazures, trésorier de France, et d'Euphroisine-Ernestine-Joseph Ricour. Elle nait à Lille La Madeleine en février 1746 (baptisée le 22 février 1746), elle meurt à Lille le 24 juillet 1835, à 89 ans,.

### De l'industrialisation à la Première Guerre mondiale
La découverte d'un gisement de houille en 1857 bouleverse l'économie locale et Liévin devient une cité minière. Sa population explose et atteint 25 698 habitants en 1914.
La Compagnie des mines de Lens y a ouvert sa fosse no 3 - 3 bis, la Société d'Aix sa fosse d'Aix, devenue dix ans plus tard le 2 de Liévin, et la Compagnie des mines de Liévin sa fosse no 1 - 1 bis - 1 ter, et ce dès 1858, les puits secondaires ayant été ouverts plus tard. Cette dernière ouvre à partir de 1899 sa fosse no 5 - 5 bis. Au XXe siècle, la Compagnie de Lens ouvre ses puits d'aérage nos 9 bis, 11 bis et 16 bis. Les derniers puits sont remblayés en 1979, les installations détruites, à l'exception des chevalements des puits nos 1 bis et 3 bis.

#### Mathilde Lefebvre
En 2017, sur la baie de la plage de Fundy au Canada, est retrouvée une bouteille dans laquelle un message apparemment signé de la main de Mathilde Lefebvre dit « Je jette cette bouteille à la mer au milieu de l'Atlantique. Nous devons arriver à New York dans quelques jours. Si quelqu'un la trouve prévenez la famille Lefebvre à Liévin ». La lettre est déchirée en deux pour être mieux glissée dans la bouteille et est datée du 13 avril 1912, soit la veille du naufrage du Titanic. Mathilde Lefebvre était à bord du Titanic, aurait jeté la bouteille à la mer avant d'être retrouvée 105 ans plus tard. En mars 2022, Coraline Hausenblas, une psychomotricienne, qui a étudié de près la lettre de Mathilde, affirme dans un rapport de 51 pages, que le document, retrouvé 105 ans après le naufrage du Titanic dans une bouteille à la mer, est « un canular, jusqu’à preuve du contraire ». Si la lettre est un faux, elle a toutefois permis de remettre en avant l'histoire de cette famille. La ville de Liévin a rendu hommage à la jeune fille ainsi qu'à sa famille dès 2002 en disposant une stèle à leur mémoire. En 1911, Franck Lefebvre, père de Mathilde, âgé de quarante-ans, travaille dans l'industrie minière en tant que mineur, et décide grâce à une amie qui souhaite elle aussi quitter la France et qui lui offre le voyage, de s'installer aux États-Unis. Franck Lefebvre arrive aux États-Unis en mars 1911 avec un de ses fils, Anselme, né en 1901, et s'installe dans l'Iowa où il travaille dans les mines de Lodwick. Le temps d'y faire fortune, il laisse dans un premier temps le reste de sa famille à Liévin. Pendant une année, il fait des économies et les envoie à Liévin pour permettre à sa famille de le rejoindre. En avril 1912, Marie Lefebvre, née Daumont (1872-1912), sa femme, ainsi que leurs quatre enfants, Mathilde (1899-1912), 12 ans, Jeanne (1903-1912), 8 ans, Henri (1906-1912), 5 ans et Ida (1908-1912), 3 ans, quittent Liévin pour le rejoindre. Ils embarquent à Southampton le mercredi 10 avril 1912 à bord du Titanic, en troisième classe. Toute la famille va mourir dans le naufrage. Les corps de la famille ne seront jamais retrouvés. Aux États-Unis, Franck Lefebvre les recherche. L'administration américaine se rend compte alors qu'il est entré illégalement sur le territoire et l'expulse. Il revient à Liévin, redevient mineur et mourra en 1948 à Haillicourt.

### Première Guerre mondiale
La Première Guerre mondiale vient rompre brutalement cette progression. La ville est en ruine, les églises et les châteaux sont détruits. Au total, 400 civils et 600 soldats ont été tués parmi la population de Liévin.
La commune est décorée de la croix de guerre 1914-1918 par décret du 10 août 1920, distinction également attribuée à 276 autres communes du Pas-de-Calais.

### Entre-deux-guerres
Dès la fin de la guerre, la reconstruction de la ville est entreprise, début septembre 1919, les Pays-Bas offrant des maisons de bois à 200 familles de Liévin (ainsi qu'à 300 familles de la ville voisine de Lens), et l'extraction minière reprend.
Liévin a accueilli, comme de nombreux autres communes du reste du bassin minier régional, des mineurs et leurs familles venus dans le cadre de l'immigration polonaise dans le Nord de la France dans les années 1920.

### Seconde Guerre mondiale
La Seconde Guerre mondiale viendra de nouveau stopper la progression de la ville. En 1940, Liévin est évacuée et les Allemands s'y installent et englobent le département dans une zone interdite. La Résistance dans la région s'organise autour, notamment, du journal La Voix du Nord, aujourd'hui premier quotidien régional du Nord-Pas-de-Calais. 220 civils et 225 soldats sont tués. C'est aussi dans le Pas-de-Calais, dans la commune proche de Montigny-en-Gohelle, à la fosse 7 de la Compagnie des mines de Dourges, que la grève a démarré, avec Émilienne Mopty (1907-1943) et Michel Brulé (1912-1942), privant les Allemands de 93 000 tonnes de charbon pendant près de deux semaines. C'est l'un des premiers actes de résistance collective à l'occupation nazie en France et le plus important en nombre, qui se solda par 414 arrestations en trois vagues, la déportation de 270 personnes, 130 mineurs étant par ailleurs fusillés à la citadelle d'Arras. Pendant quatre années la ville est sous la férule d'Alexander von Falkenhausen, général qui gouverne la Belgique à laquelle Liévin est rattachée. Liévin est libérée le 2 septembre 1944 par la 8e armée britannique. Devant l'avancée des alliés, les Allemands lancent un appel pour réunir les mineurs à la fosse 3. Alors que tout le monde est réuni, l'occupant s'enfuit, les Résistants l'accompagnent. Les Anglais traversent la ville en passant par la rue Defernez, d'Angres jusqu'à Lens. Pendant ce temps, la mairie échoit aux communistes, en tête de la Résistance. De nouveau, la fin de la guerre marque la reprise de l'activité minière, particulièrement sollicitée pour répondre aux besoins de la reconstruction. La silicose, qui tuera de nombreux mineurs, fait son apparition. Après-guerre, la commune est encore au centre de trois événements nationaux, la bataille de la production (1945-1947), suivie des grève des mineurs de 1947 et celles de 1948. (texte copié) violation du droit d'auteur

### Fin de l'industrie minière

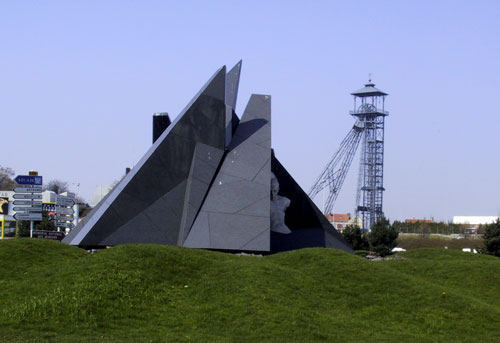
Monument commémorant la catastrophe de Liévin de 1974. En arrière-plan, le chevalement de la fosse no 3 bis.

Les mines de Liévin connaissent six accidents mortels au cours de leur histoire :
- le 28 novembre 1861, il y a eu 2 morts dans la fosse 1 ;
- le 13 août 1882, il y a eu 8 morts dans la fosse 3 ;
- le 14 janvier 1885, il y a eu 28 morts dans la fosse 1 ;
- le 28 janvier 1907, il y a eu 3 morts dans la fosse 3[35] ;
- le 16 mars 1957, il y a eu 10 morts dans la fosse 3. ;
- le coup de grisou du 27 décembre 1974 à Liévin fait 42 morts dans la Fosse no 3 - 3 bis des mines de Lens.

Parallèlement, la récession de l'industrie minière s'amorce. De 1960 à 1980, 60 des 67 puits ferment. La fermeture du dernier puits fait suite à l'accident de la fosse no 3 dite « Saint-Amé ». Cet événement marque l'arrêt définitif de l'activité minière à Liévin.

### L'entrée dans leXXIesiècle
La fin de l'industrie minière prive la ville de sa principale activité économique. En 1999, la ville reste fortement touchée par le chômage avec un taux de 26,6 % contre 12,9 % de moyenne nationale. Les ouvriers représentent la première classe socio-professionnelle (40,8 % des actifs, contre 27,1 % de moyenne nationale). En 2019, le taux de pauvreté s'établit à 28,2 %, le double du taux national, tandis que 42 % de la population vit en quartier prioritaire.

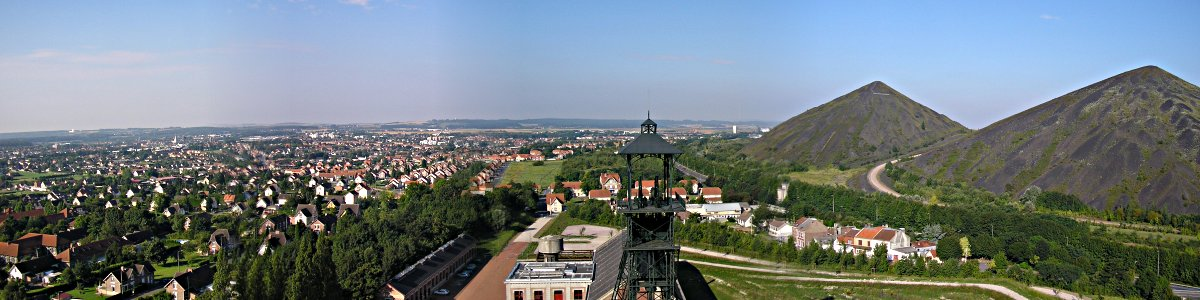
Vue de Liévin (à gauche) prise en 2005 depuis le site Écopôle  Fosse 11/19 de Loos-en-Gohelle (à droite).

Cependant, de grands investissements sont mis en place dans les années 2010 afin de donner une nouvelle image à la ville et au bassin minier. Outre l'investissement dans les industries du tertiaire, Liévin mise également activement sur le domaine du sport avec notamment la création de Vivalley, une technopole « sport, santé et bien être ».
En 2013, l'ancien député-maire socialiste de Liévin, Jean-Pierre Kucheida, est condamné à 30 000 euros d'amende pour abus de biens sociaux au détriment d'un bailleur social qu'il a présidé de 2004 à juin 2012.

## Politique et administration

### Découpage territorial
La commune se trouve depuis 1962 dans l'arrondissement de Lens du département du Pas-de-Calais..

#### Commune et intercommunalités
Liévin est membre de la communauté d'agglomération de Lens-Liévin dite « Communaupole », un établissement public de coopération intercommunale (EPCI) à fiscalité propre créé en 2000 et auquel la commune a transféré un certain nombre de ses compétences, dans les conditions déterminées par le code général des collectivités territoriales.

#### Circonscriptions administratives
La commune faisait partie de 1801 à 1904 du canton de Lens, année où est créé le canton de Lens-Ouest renommé en 1949 canton de Liévin. En 1962, la ville devient le chef-lieu des cantons de Liévin-Nord-Ouest (renommé en 1975 canton de Bully-les-Mines) et de Liévin-Nord. Un nouveau découpage intervient en 1982, avec les cantons de Bully-les-Mines, Liévin-Nord et Liévin-Sud. Dans le cadre du redécoupage cantonal de 2014 en France, cette circonscription administrative territoriale a disparu, et le canton n'est plus qu'une circonscription électorale.

#### Circonscriptions électorales
Pour les élections départementales, la commune est depuis 2014 le bureau centralisateur d'un nouveau canton de Liévin
Pour l'élection des députés, elle fait partie de la douzième circonscription du Pas-de-Calais.

### Élections municipales et communautaires
Lors du premier tour des élections municipales de 2014 dans le Pas-de-Calais, la liste PS-PCF-EELV 	 menée par le maire sortant Laurent Duporge obtient la majorité absolue des suffrages exprimés, avec 6 581 voix (54,74 %, 31 conseillers municipaux élus dont 9 communautaires), devançant très largement les listes menées respectivement par : 

-  Roger Fruchart (FN, 3 229 voix, 26,86 %, 5 conseillers municipaux élus dont 	1 communautaire) ;

- Frédéric Lamand (UMP , 1 130 voix, 9,40 %, 2 conseillers municipaux élus) ;

- Daniel Ludwikowski (écologiste, 623  voix, 5,18 %, 1 conseiller municipal élu) ; 	

- Régis Scheenaerts (LO, 458 voix, 3,80, pas d'élu).

Lors de ce scrutin, 44,49 % des électeurs se sont abstenus 	
Lors du premier tour des élections municipales de 2020 dans le Pas-de-Calais, la liste PS menée par le maire sortant Laurent Duporge obtient la majorité absolue des suffrages exprimés, avec 5 316 voix (73,51 %, 35 conseillers municipaux élus dont 9 communautaires), devançant très largement les listes menées respectivement par, : 

-  Louis Mompeu (RN, 1 155 voix, 15,97 %, 3 conseillers municipaux élus dont 1 communautaire)

-  Daniel Ludwikowski (EÉLV, 446 voix, 6,19 %, 1 conseiller municipal élu)

-  Guillaume Kaznowski (DVD, 197 voix, 2,72 %) et Régis Scheenaerts (LO, 117 voix, 1,61 %), qui n'ont pas eu d'élu.

Lors de ce scrutin marqué par la pandémie de Covid-19 en France, 64,66 % des électeurs se sont abstenus.

#### Référendums 2016 et 2021 au sujet de la police municipale
Le 27 novembre 2016 a eu lieu un référendum d'initiative locale. Les habitants de la ville de Liévin ont été appelés à se prononcer sur la création d'une police municipale. Avec 62,5% des voix, c'est le oui qui l'emporte mais en raison de la faible participation (18,1%), le référendum n'a qu'une valeur consultative. Cependant à l'été 2018, la Police Municipale est mise en place à  Liévin en remplacement de l'Agence de Surveillance de la Voie Publique qui était alors peu active et bénéficiait de peu de moyens.
Du lundi 13 septembre au lundi 4 octobre 2021, les Liévinois ont participé à une consultation concernant l'armement de la police municipale. 3 % des Lievinois se sont déplacés et ont votés a 56% pour le droit a l'armement de la police municipale .
Au total, 15 500 bulletins de vote numérotés et infalsifiables ont été distribués du 13 au 15 septembre 2021 dans l’ensemble des foyers liévinois.
Ces derniers étaient invités à s’exprimer en glissant leur bulletin dans l’une des six urnes mises à leur disposition dans tous les quartiers de la ville.
Seuls 3% des habitants ont voté entre le 13 septembre et le 4 octobre. Le « oui » l’emporte avec 56% devant le « non » et ses 41%. La consultation compte également 3% de votes nuls.[Laquelle ?]

#### Liste des maires
| Période         | Période                    | Identité             | Étiquette | Qualité |
| --------------- | -------------------------- | -------------------- | --------- | --- |
| 1944            | 20 mai 1945                | Henri Bertin         | PCF       | Président du comité local de libération puis élu maire |
| 20 mai 1945     | 3 mai 1947                 | Florimond Lemaire    | SFIO      | Décédé en fonction |
| 1947            | 8 février 1952             | Eugène Gossart,      | SFIO      | |
| 8 février 1952  | 2 juillet 1981             | Henri Darras         | PS        | Instituteur Député du Pas-de-Calais (12e circ.) (1958→ 1981) Conseiller général de Lens-Ouest (1945 →1949) Conseiller général de Liévin (1949 → 1962) Conseiller général de Liévin-Nord (1981 → 2012) Vice-président (1945 → 1949 et 1970 → 1979) puis président (1979 → 1981) du conseil général du Pas-de-Calais Décédé en fonction |
| 30 juillet 1981 | 20 janvier 2013            | Jean-Pierre Kucheida | PS        | Professeur certifié Député du Pas-de-Calais (12e circ.) (1981 → 2012) Conseiller général de Liévin-Nord (1981 → 1988) Président de la CA Communaupole de Lens-Liévin (2010 → 2014) Démissionnaire |
| 20 janvier 2013 | En cours (au 25 mars 2022) | Laurent Duporge      | PS        | Cadre de la fonction publique Vice-président de la CA Communaupole de Lens-Liévin (2014 → ) Réélu pour le mandat 2020-2026 |

### Autres élections
Lors de l'élection présidentielle de 2022, les électeurs de la commune se sont exprimés à 64,64 % pour Marine Le Pen et à 35,36 % pour Emmanuel Macron, puis aux élections européennes du 9 juin 2024 à 54,61 % pour la liste du Rassemblement national.

### Jumelages
La commune allemande de Limbourg-sur-la-Lenne est intégrée, depuis le 1er janvier 1975, à la commune de Hagen.
| Ville | Ville                 | Pays | Pays      | Période                   |
| ----- | --------------------- | ---- | --------- | ------------------------- |
|       | Bruck an der Mur,     |      | Autriche  | depuis 1999               |
|       | La Valette-du-Var     |      | France    | depuis 2000               |
|       | Limbourg-sur-la-Lenne |      | Allemagne | depuis 1959               |
|       | Pasvalys              |      | Lituanie  | depuis 2000               |
|       | Rybnik,               |      | Pologne   | depuis le 4 décembre 2000 |

## Équipements et services publics

### Espaces publics
La commune est labellisée « 3 fleurs » au concours des villes et villages fleuris.

### Enseignement
La commune est située dans l'académie de Lille et dépend, pour les vacances scolaires, de la zone B.
En 2025, la commune administre dix écoles maternelles et douze écoles primaires. Le département gère trois collèges (Riaumont ; Descartes-Montaignes ; Pierre-et Marie-Curie) ainsi qu'un établissement régional d'enseignement adapté (EREA) et un centre d'information et d'orientation (CIO).

### Justice, sécurité, secours et défense
La commune dépend du tribunal de proximité de Lens, du conseil de prud'hommes de Lens, du tribunal judiciaire de Béthune, de la cour d'appel de Douai, du tribunal de commerce d'Arras, du tribunal administratif de Lille, de la cour administrative d'appel de Douai, du pôle nationalité du tribunal judiciaire de Béthune et du tribunal pour enfants de Béthune.
Elle dispose d'un commissariat de police, d'un centre éducatif fermé (CEF) et d'un centre principal de secours.

## Population et société

### Démographie
Les habitants sont appelés les Liévinois.

#### Évolution démographique
L'évolution du nombre d'habitants est connue à travers les recensements de la population effectués dans la commune depuis 1759. Pour les communes de plus de 10 000 habitants les recensements ont lieu chaque année à la suite d'une enquête par sondage auprès d'un échantillon d'adresses représentant 8 % de leurs logements, contrairement aux autres communes qui ont un recensement réel tous les cinq ans,.

En 2022, la commune comptait 30 113 habitants, en évolution de −2,66 % par rapport à 2016 (Pas-de-Calais : −0,72 %, France hors Mayotte : +2,11 %).
| 1759 | 1793 | 1800  | 1806  | 1821  | 1831  | 1836  | 1841  | 1846  |
| ---- | ---- | ----- | ----- | ----- | ----- | ----- | ----- | ----- |
| 600  | 953  | 1 038 | 1 017 | 1 223 | 1 350 | 1 336 | 1 392 | 1 432 |

| 1851  | 1856  | 1861  | 1866  | 1872  | 1876  | 1881  | 1886   | 1891   |
| ----- | ----- | ----- | ----- | ----- | ----- | ----- | ------ | ------ |
| 1 430 | 1 449 | 1 941 | 2 075 | 3 587 | 5 463 | 8 309 | 10 718 | 12 417 |

| 1896   | 1901   | 1906   | 1911   | 1921   | 1926   | 1931   | 1936   | 1946   |
| ------ | ------ | ------ | ------ | ------ | ------ | ------ | ------ | ------ |
| 14 014 | 17 600 | 22 070 | 25 698 | 10 165 | 24 054 | 26 698 | 25 127 | 28 875 |

| 1954   | 1962   | 1968   | 1975   | 1982   | 1990   | 1999   | 2006   | 2011   |
| ------ | ------ | ------ | ------ | ------ | ------ | ------ | ------ | ------ |
| 31 808 | 35 127 | 35 853 | 33 070 | 33 096 | 33 623 | 33 427 | 32 565 | 31 790 |

| 2016   | 2021   | 2022   | - | - | - | - | - | - |
| ------ | ------ | ------ | - | - | - | - | - | - |
| 30 936 | 30 149 | 30 113 | - | - | - | - | - | - |

#### Pyramide des âges
En 2021, le taux de personnes d'un âge inférieur à 30 ans s'élève à 38,7 %, soit au-dessus de la moyenne départementale (35,9 %). À l'inverse, le taux de personnes d'âge supérieur à 60 ans est de 24,4 % la même année, alors qu'il est de 25,8 % au niveau départemental.
En 2021, la commune comptait 14 420 hommes pour 15 729 femmes, soit un taux de 52,17 % de femmes, légèrement supérieur au taux départemental (51,59 %).
Les pyramides des âges de la commune et du département s'établissent comme suit :
| Hommes | Classe d’âge | Femmes |
| ------ | ------------ | ------ |
| 0,3    | 90 ou +      | 1,6    |
| 4,2    | 75-89 ans    | 8,4    |
| 15,4   | 60-74 ans    | 18,6   |
| 19,2   | 45-59 ans    | 17,8   |
| 19,0   | 30-44 ans    | 17,7   |
| 20,5   | 15-29 ans    | 17,3   |
| 21,4   | 0-14 ans     | 18,5   |

| Hommes | Classe d’âge | Femmes |
| ------ | ------------ | ------ |
| 0,5    | 90 ou +      | 1,6    |
| 5,6    | 75-89 ans    | 8,9    |
| 16,7   | 60-74 ans    | 18,1   |
| 20,2   | 45-59 ans    | 19,2   |
| 18,9   | 30-44 ans    | 18,1   |
| 18,2   | 15-29 ans    | 16,2   |
| 19,9   | 0-14 ans     | 17,9   |

### Sports et loisirs

#### Équipements sportifs
- 1 pôle d’excellence sportive (14 000 places en configuration spectacle et 6 000 places pour les compétitions d'athlétisme[64]) 31 200 m2
- 1 centre régional d'accueil et de formation (CRAF)
- 1 piscine (Nauticaa 400 000 clients en 2008)
- 10 salles de sports
- 20 terrains de football
- 1 piste de BMX[65]

#### Cyclo-cross
La ville a accueilli sur son circuit de cyclo-cross du « Val de Souchez », trois championnats de France de cyclo-cross (2005, 2010 et 2022), des championnats d'Europe de cyclo-cross en 2008 et quatre manches de la coupe du monde de cyclo-cross (2002-2003, 2005-2006, 2007-2008, 2011-2012) ainsi que deux manches de la Coupe de France de cyclo-cross en 2000 et 2001. En 2025, elle organise ses premiers championnats du monde de cyclo-cross.

#### Arena stade couvert
L'Arena stade couvert accueille tous les ans le Meeting Gaz de France. Il sert aussi de salle de spectacles (Mylène Farmer, Johnny Hallyday, Tina Turner, AC/DC, Depeche Mode, Tryo, WWE Raw, Muse… ) Il a accueilli en 2009 le salon du Mariage et Les Folies du textile du Nord. Entre 2007 et 2009, le stade couvert régional a bénéficié de travaux d'agrandissement, pour atteindre finalement une capacité de 11 300 places (en configuration spectacle) et 5 300 places (pour les compétitions d'athlétisme). La superficie totale du complexe sportif international est de 31 200 m2.

#### Autres installations sportives
- un centre nautique « Nauticaa »
- un centre régional d'accueil et de formation (CRAF)
- un centre de préformation de football
- un centre régional de football agréé par la FFF
- un stade d'athlétisme
- des terrains de football
- des salles de sport
- une aire de tir à l'arc
- un terrain de rugby
- sept courts de tennis (5 int. et 2 ext.)
- des associations sportives
- des écoles de sport
- une université de sport (université d'Artois)[67].

#### Jeux olympiques
Le 3 juillet 2024, l'Arena stade couvert de Liévin accueille la flamme olympique des Jeux olympiques d'été de 2024, officiellement appelés les Jeux de la XXXIIIe olympiade, qui se dérouleront du 26 juillet au 11 août 2024 à Paris.

### Cultes

#### Catholique

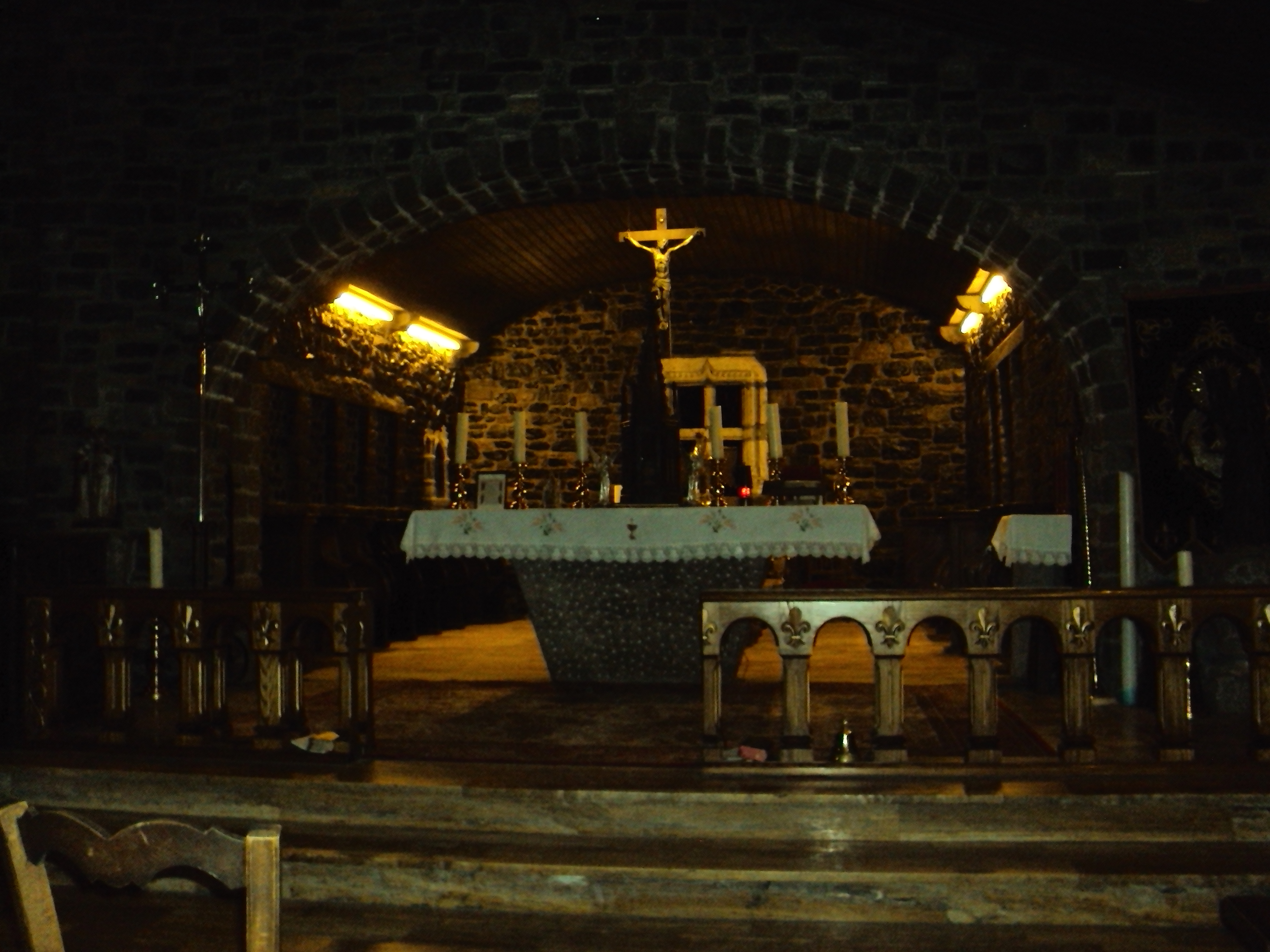
Chœur et abside de la chapelle du monastère de la Sainte-Croix de Riaumont.

- Église Saint-Amé, rue Nicolas Leblanc 1935, fameuse pour ses vitraux (2008) évoquant la vie des mineurs.
- Église Saint-Martin, rue Faidherbe, reconstruite en 1927.
- Église Notre-Dame-des-Grâces, rue Thiers 1933.
- Église du Sacré-Cœur, rue Émile Zola.
- Chapelle Notre-Dame-de-Lourdes, rue de la Liberté 1955.
- Monastère de la Sainte-Croix de Riaumont et sa chapelle, rue Thiers : ses offices sont menés selon la forme tridentine du rite romain et les messes dominicales, ayant lieu hebdomadairement, sont ouvertes au public.

#### Protestant

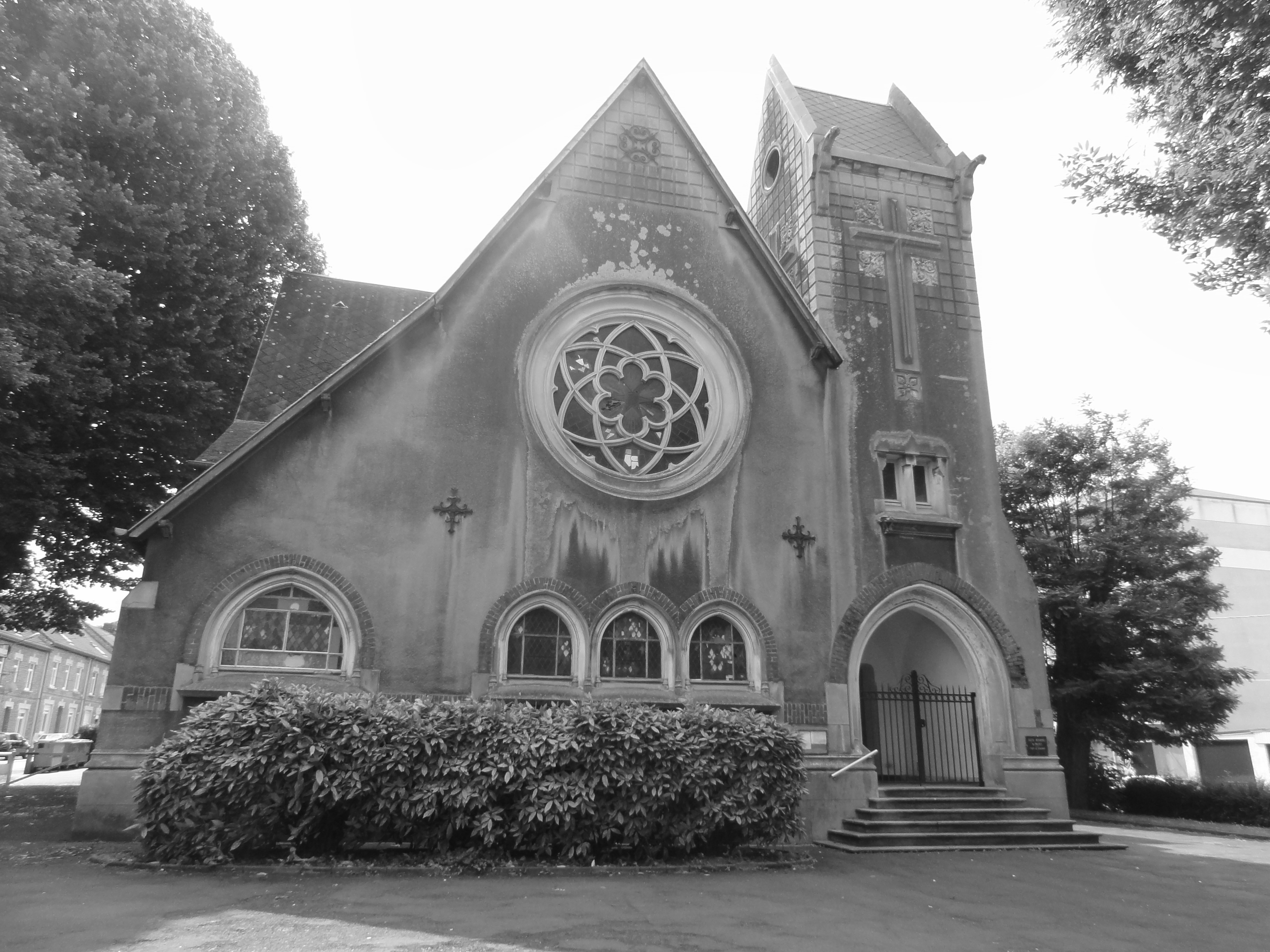
Temple protestant de Liévin, monument historique

- Temple protestant de Liévin, monument historique Temple protestant de Liévin, avenue Jean Baptiste Défernez, reconstruit en 1925.
- Assemblée évangélique, rue Montgolfier.

#### Islam
- Mosquée, rue Jules Guesde.
- Mosquée, rue du Temple (en construction).

#### Témoins de Jéhovah
- Salle du royaume, rue Montgolfier.

## Économie

### Revenus de la population et fiscalité
En 2021, la commune compte 11 691 ménages fiscaux, regroupant 26 870 personnes.
Le revenu fiscal médian par ménage, le taux de pauvreté des ménages et la part des ménages fiscaux imposés de la commune, du département du Pas-de-Calais et de la métropole sont les suivants :
- le revenu fiscal médian par ménage de la commune est de 17 840 €, inférieur à celui du département du Pas-de-Calais (20 720 €) et inférieur à celui de la France métropolitaine (23 080 €)[Insee 9],[Insee 10],[Insee 11] ;
- le taux de pauvreté des ménages de la commune est de 28 %, de 18,4 % au niveau du département et de 14,9 % au niveau de la métropole[Insee 12],[Insee 13],[Insee 14] ;
- la part des ménages fiscaux imposés dans la commune est de 34 %, de 44,1 % au niveau du département et de 53,4 % au niveau de la métropole[Insee 9],[Insee 10],[Insee 11].

### Emploi
|                       | 2010   | 2015   | 2021   |
| --------------------- | ------ | ------ | ------ |
| Commune               | 23,3 % | 27,3 % | 22,0 % |
| Département           | 15,4 % | 17,7 % | 14,7 % |
| France métropolitaine | 11,6 % | 13,7 % | 11,7 % |

En 2021, la population âgée de 15 à 64 ans s'élève à 18 860 personnes, parmi lesquelles on compte 65,0 % d'actifs (50,7 % ayant un emploi et 14,3 % de chômeurs) et 35,0 % d'inactifs,. En 2021, le taux de chômage communal (au sens du recensement) des 15-64 ans est supérieur à celui du département et supérieur à celui de la France métropolitaine.
La commune fait partie du pôle principal de l'aire d'attraction de Lens - Liévin,. Elle compte 11 105 emplois en 2021, contre 10 901 en 2015 et 11 459 en 2010. Le nombre d'actifs ayant un emploi résidant dans la commune est de 9 674, soit un indicateur de concentration d'emploi de 114,8 et un taux d'activité parmi les 15 ans ou plus de 51,3 %.
Sur ces 9 674 actifs de 15 ans ou plus ayant un emploi, 3 034 travaillent dans la commune, soit 31 % des habitants. Pour se rendre au travail, 85,4 % des habitants utilisent une voiture, un camion ou une fourgonnette, 4,5 % les transports en commun, 7,9 % s'y rendent en deux-roues, à vélo ou à pied et 2,4 % n'ont pas besoin de transport (travail au domicile).

### Entreprises et commerces

#### Activités hors agriculture
1 352 établissements marchands non agricoles sont économiquement actifs en 2022 à Liévin,,.
| Secteur d'activité                                                                                        | Commune | Commune | Département |
| Secteur d'activité                                                                                        | Nombre  | %       | %           |
| --- | ------- | ------- | ----------- |
| Ensemble                                                                                                  | 1 352   | 100 %   | (100 %)     |
| Industrie manufacturière, industries extractives et autres                                                | 79      | 5,8 %   | (6,8 %)     |
| Construction                                                                                              | 132     | 9,8 %   | (10,6 %)    |
| Commerce de gros et de détail, transports, hébergement et restauration                                    | 441     | 32,6 %  | (29,3 %)    |
| Information et communication                                                                              | 27      | 2,0 %   | (1,9 %)     |
| Activités financières et d'assurance                                                                      | 43      | 3,2 %   | (5,0 %)     |
| Activités immobilières                                                                                    | 34      | 2,5 %   | (4,9 %)     |
| Activités spécialisées, scientifiques et techniques et activités de services administratifs et de soutien | 191     | 14,1 %  | (14,2 %)    |
| Administration publique, enseignement, santé humaine et action sociale                                    | 263     | 19,5 %  | (16,8 %)    |
| Autres activités de services                                                                              | 142     | 10,5 %  | (10,5 %)    |

Deux secteurs sont prépondérants dans la commune avec 52,1 % du nombre total d'établissements de la commune : celui du commerce de gros et de détail, des transports, de l'hébergement et de la restauration avec 32,6 % et celui de l'administration publique, enseignement, 
santé humaine et action sociale avec 19,5 %, contre respectivement 29,3 % et 16,8 % au niveau département.

#### Agriculture
La commune est dans l'« Artois », une petite région agricole dans le département du Pas-de-Calais. En 2020, l'orientation technico-économique de l'agriculture  sur la commune est la polyculture et/ou le polyélevage. 
|               | 1988 | 2000 | 2010 | 2020 |
| ------------- | ---- | ---- | ---- | ---- |
| Exploitations | 11   | 5    | 4    | 5    |
| SAU (ha)      | 257  | 268  | 269  | 300  |

Le nombre d'exploitations agricoles en activité et ayant leur siège dans la commune est passé de 11 lors du recensement agricole de 1988 à 5 en 2000 puis à 4 en 2010 et enfin à 5 en 2020, soit une baisse de 55 % depuis 1988. La surface agricole utilisée sur la commune a quant à elle augmenté, passant de 257 ha en 1988 à 300 ha en 2020. Parallèlement la surface agricole utilisée moyenne par exploitation a augmenté, passant de 23 à 60 ha,.

## Culture locale et patrimoine

### Lieux et monuments

#### Patrimoine mondial
Depuis le 30 juin 2012, la valeur universelle et historique du bassin minier du Nord-Pas-de-Calais est reconnue et inscrite sur la liste du patrimoine mondial l’UNESCO. Parmi les 353 sites, répartis sur 109 lieux inclus dans le périmètre du bassin minier, le site no 63 de Liévin est composé de la cité pavillonnaire Saint-Albert à Liévin et Loos-en-Gohelle, de l'école, de la cité pavillonnaire no 11, de la maison d'ingénieur ; le site no 70 est formé par le chevalement du puits no 3 bis de la fosse no 3 - 3 bis des mines de Lens ; le site no 71 est formé par le chevalement du puits no 1 bis de la Fosse no 1 - 1 bis - 1 ter des mines de Liévin ; le site no 72 est formé par le temple protestant de Liévin ; le site no 73 est constitué par les grands bureaux de la Compagnie des mines de Liévin et la cité pavillonnaire des bureaux ouest ; le site no 74 est composé du terril no 80, Abattoir Pont Ampère, et de la cité pavillonnaire des Garennes  et le site no 75 est constitué par la cité pavillonnaire des Petits Bois, à Liévin, liée à la fosse no 3 - 3 bis - 3 ter,.

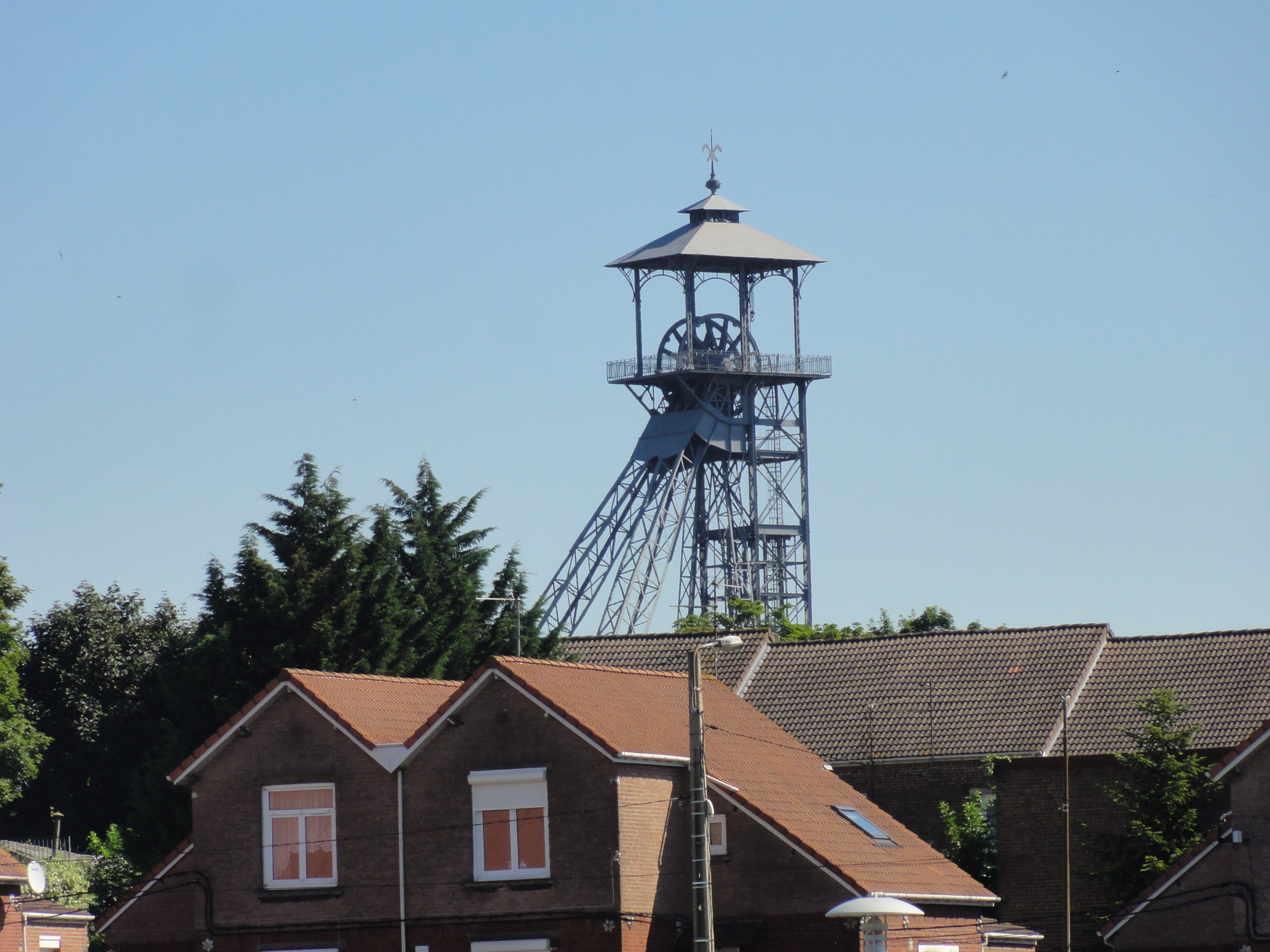
Le puits no 3 bis.
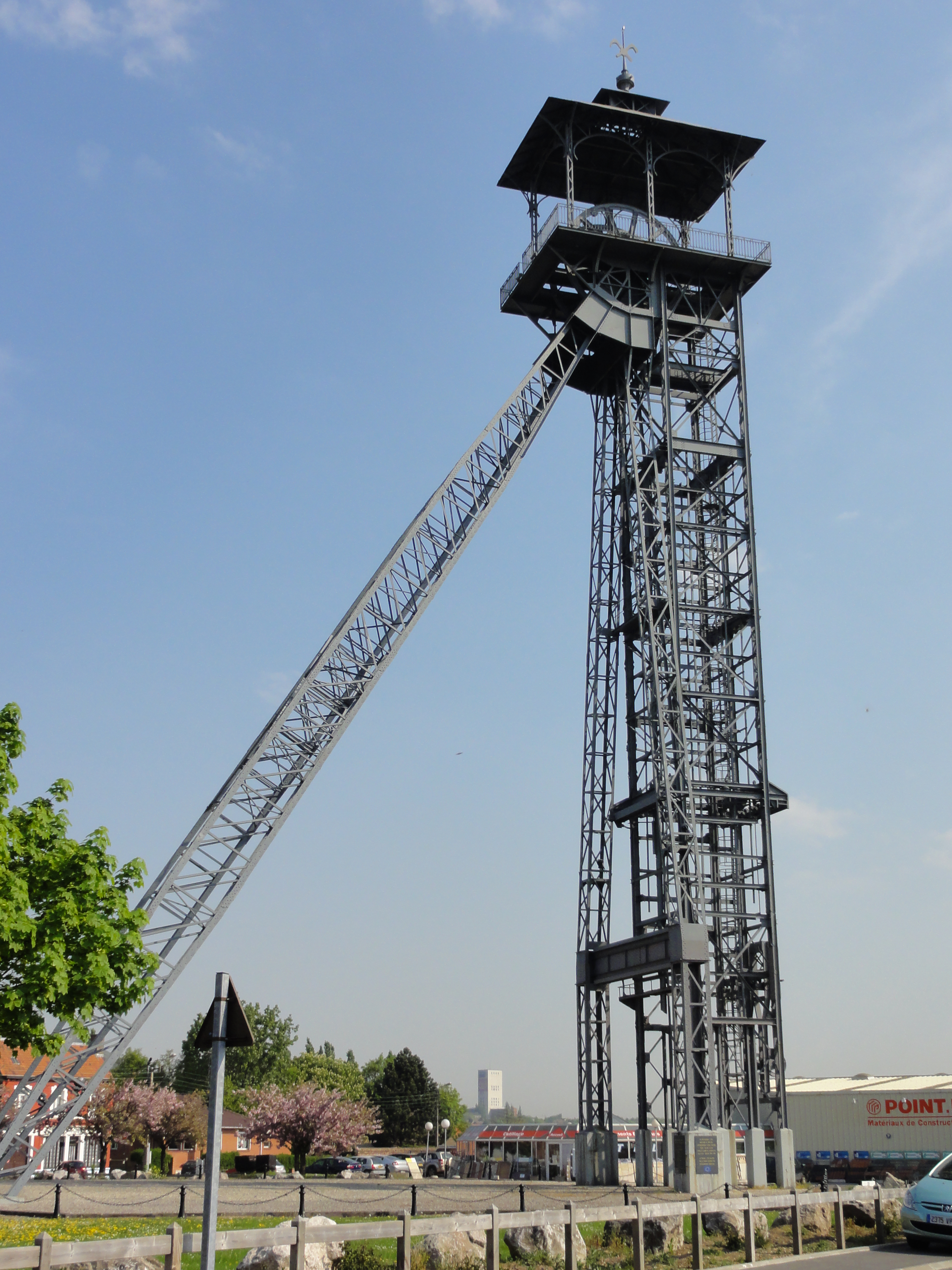
Le puits no 3 bis.
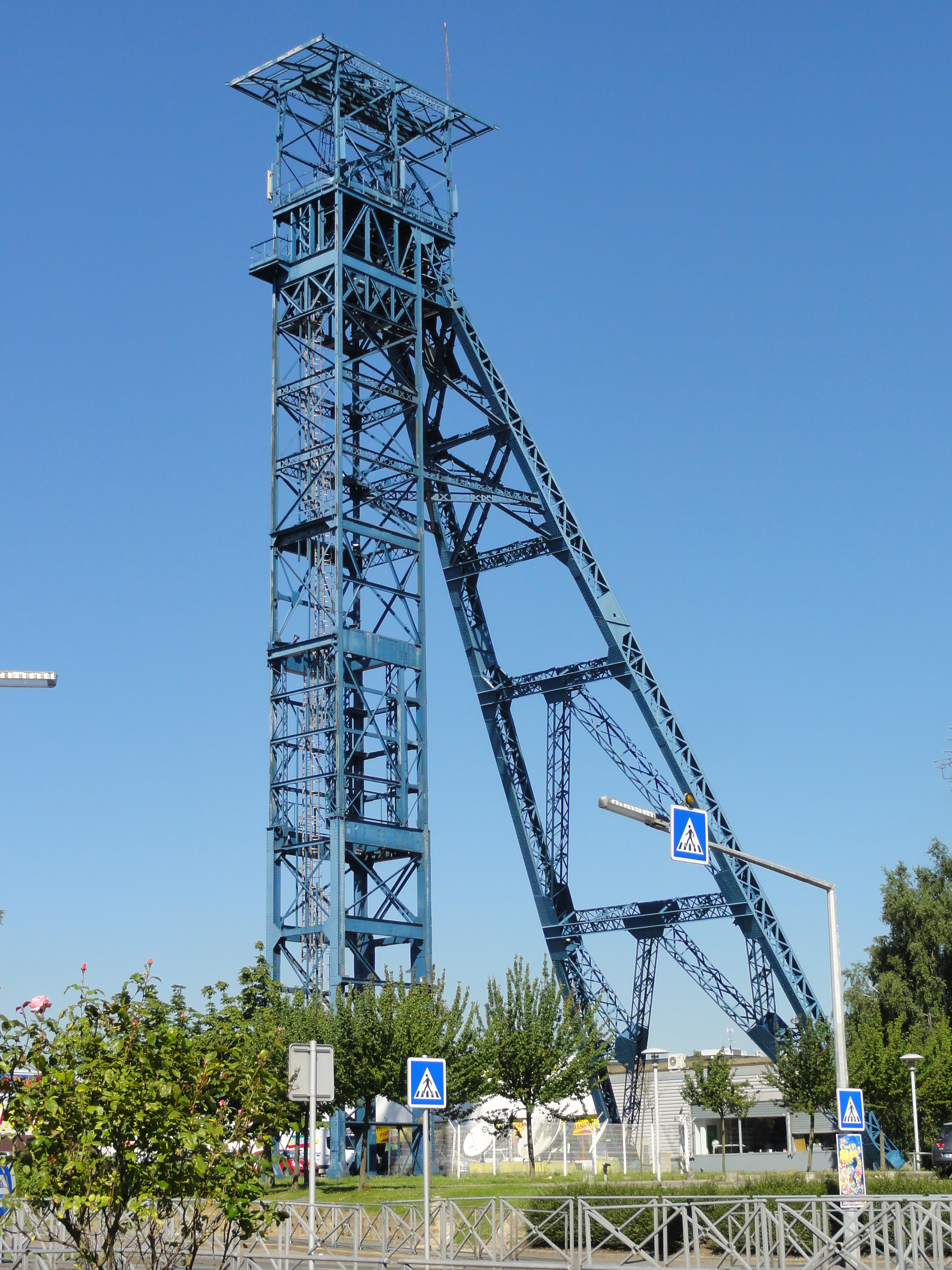
Le puits no 1 bis.
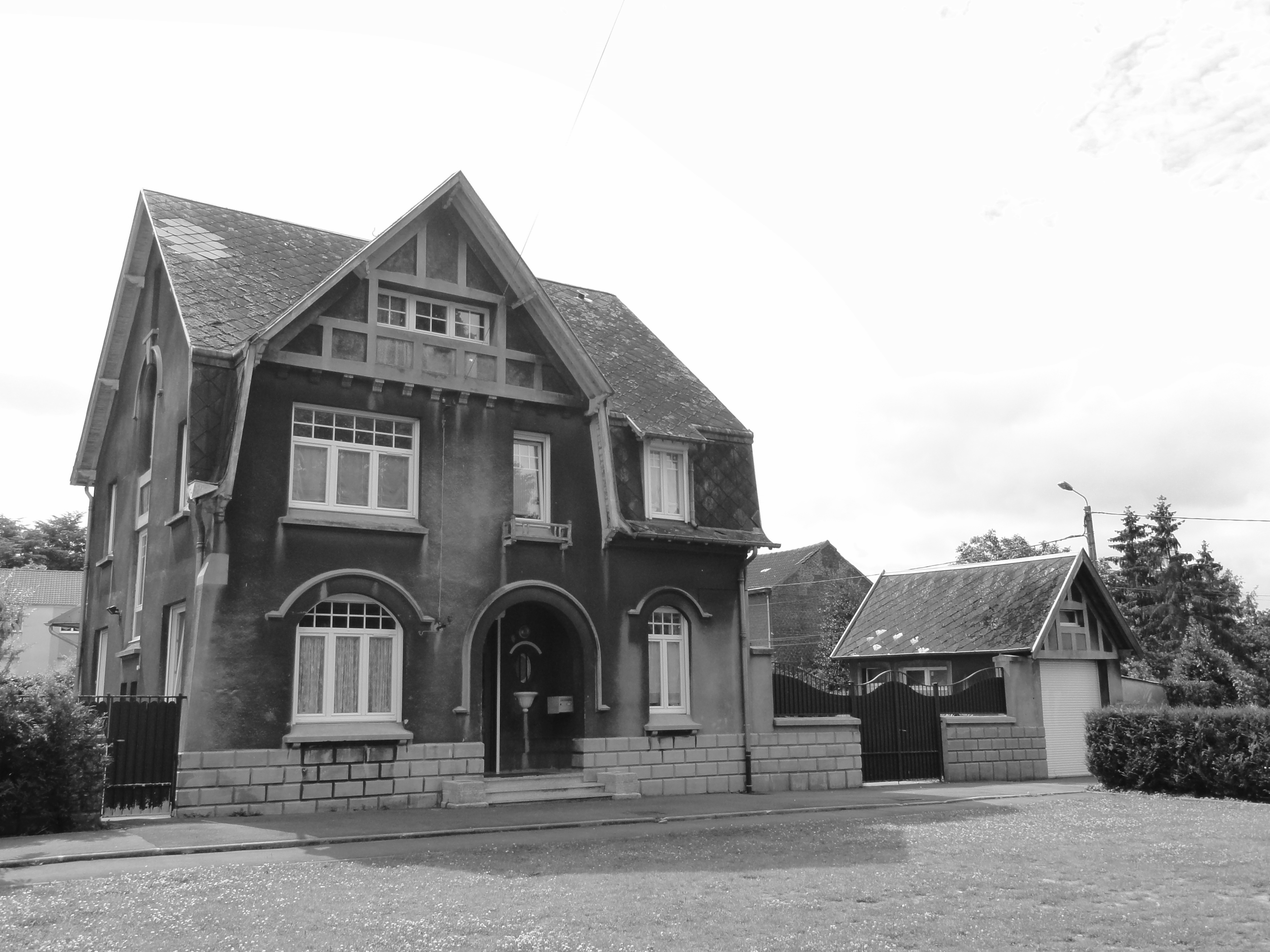
Le presbytère.
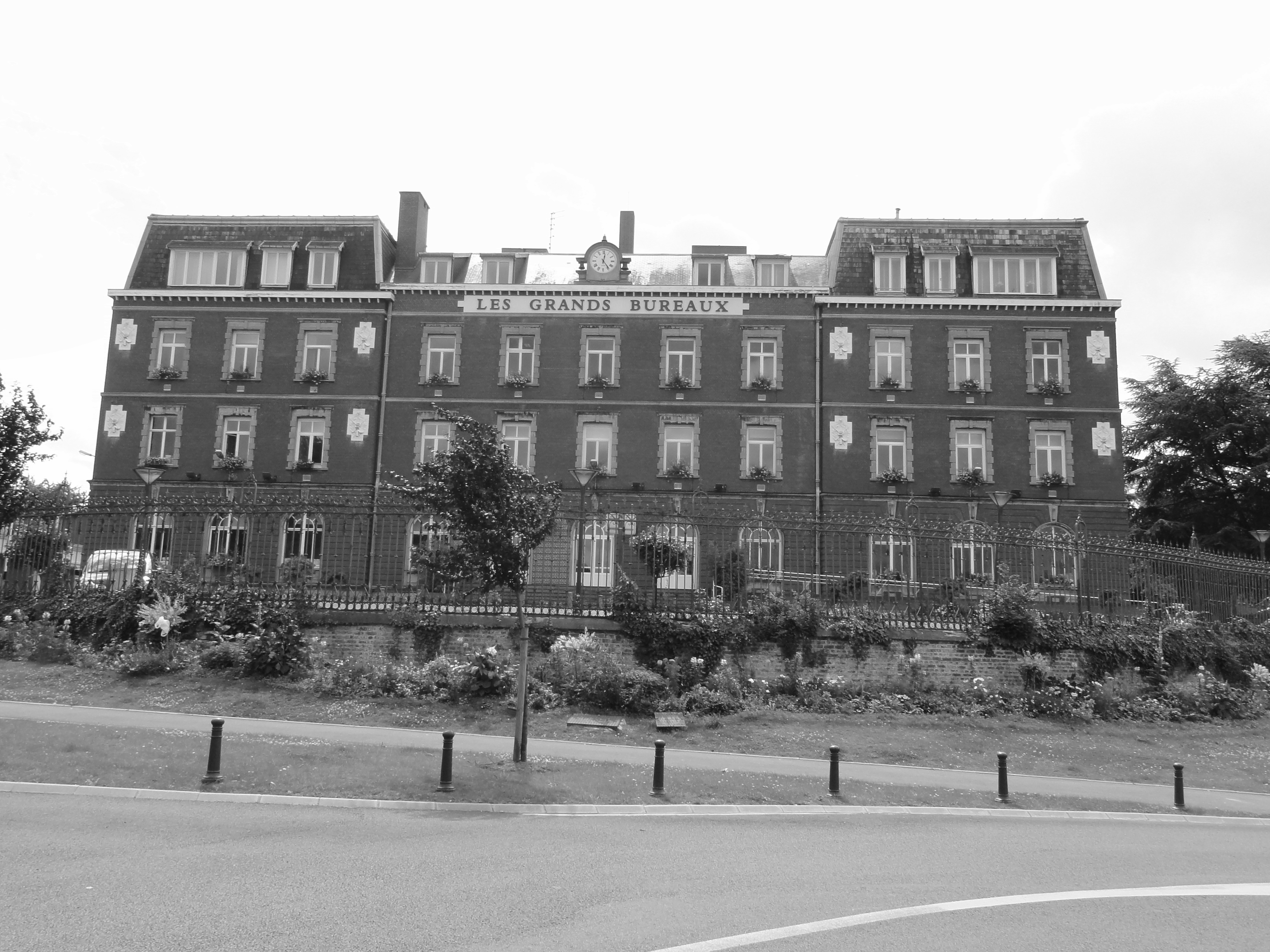
Les Grands Bureaux.
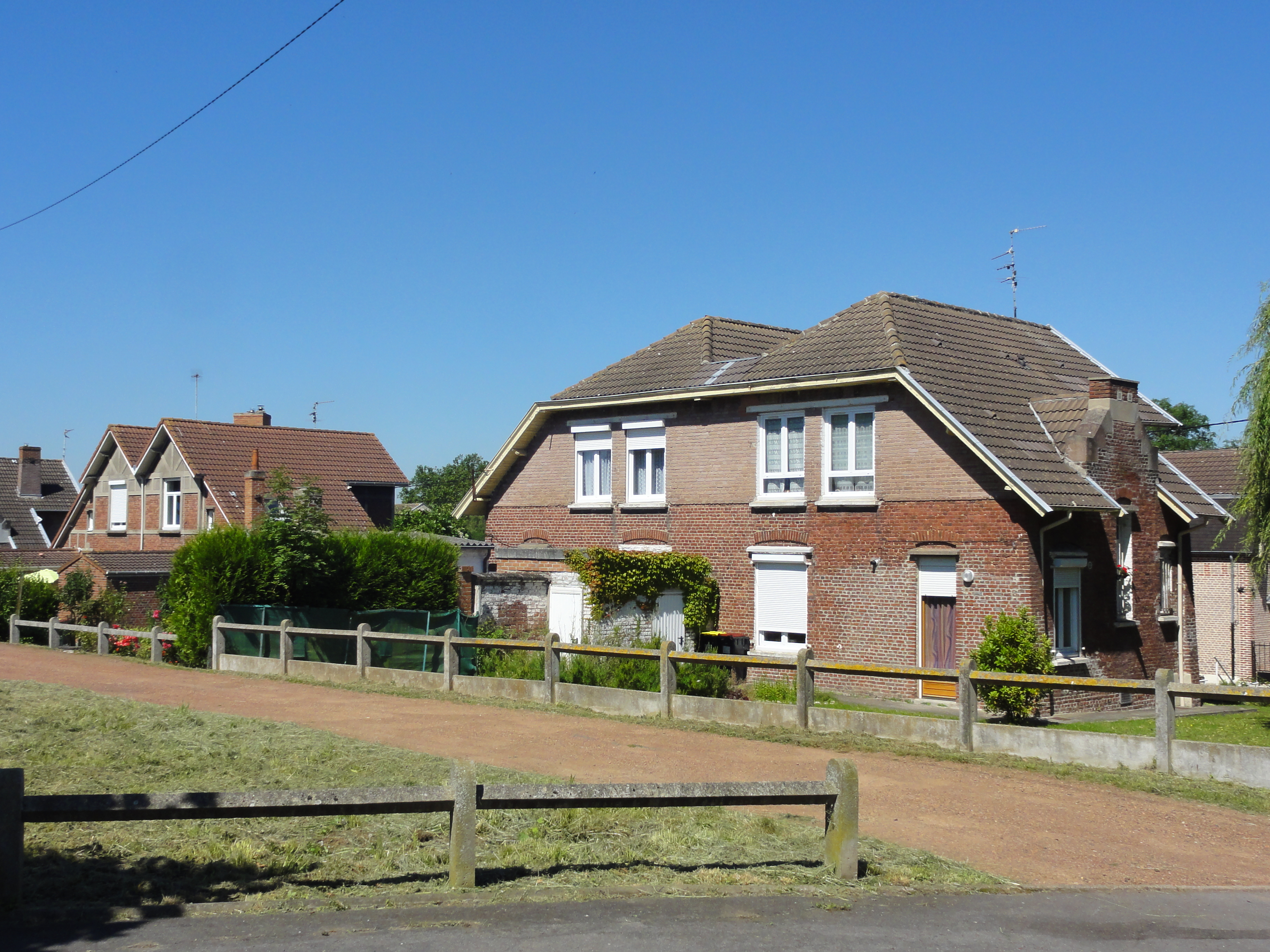
La cité des Bureaux Ouest.
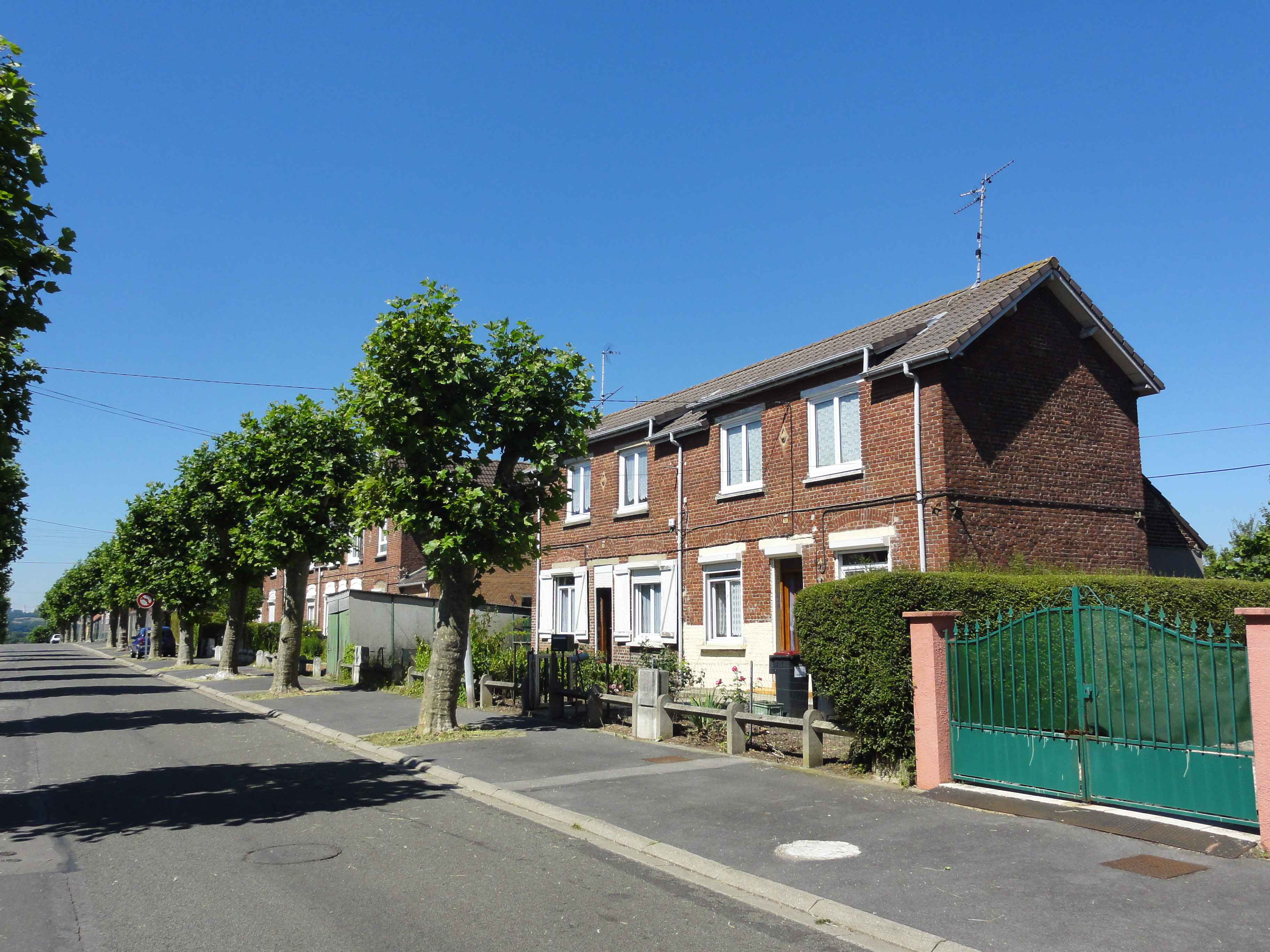
La cité des Bureaux Ouest.
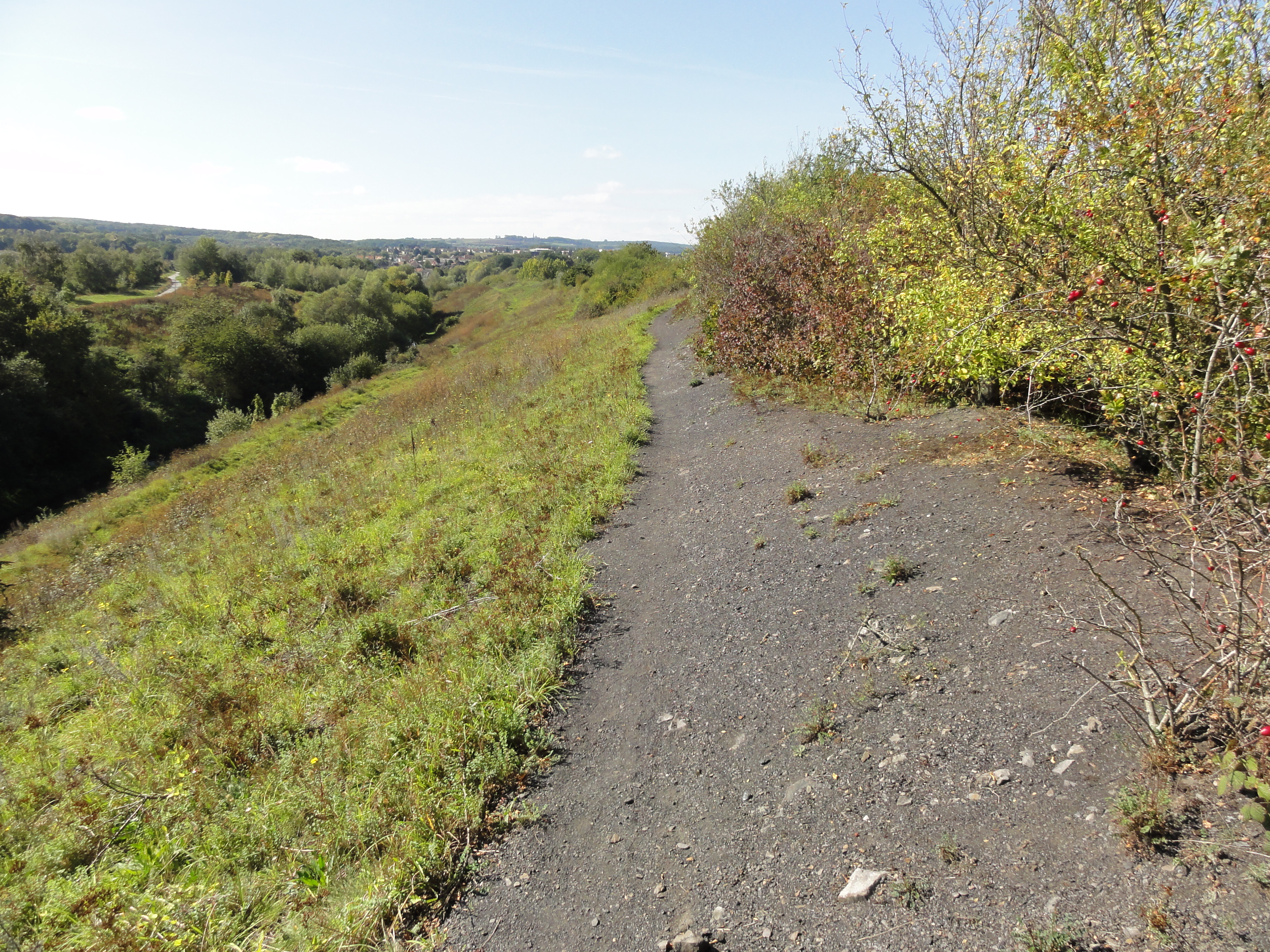
Le terril no 80.
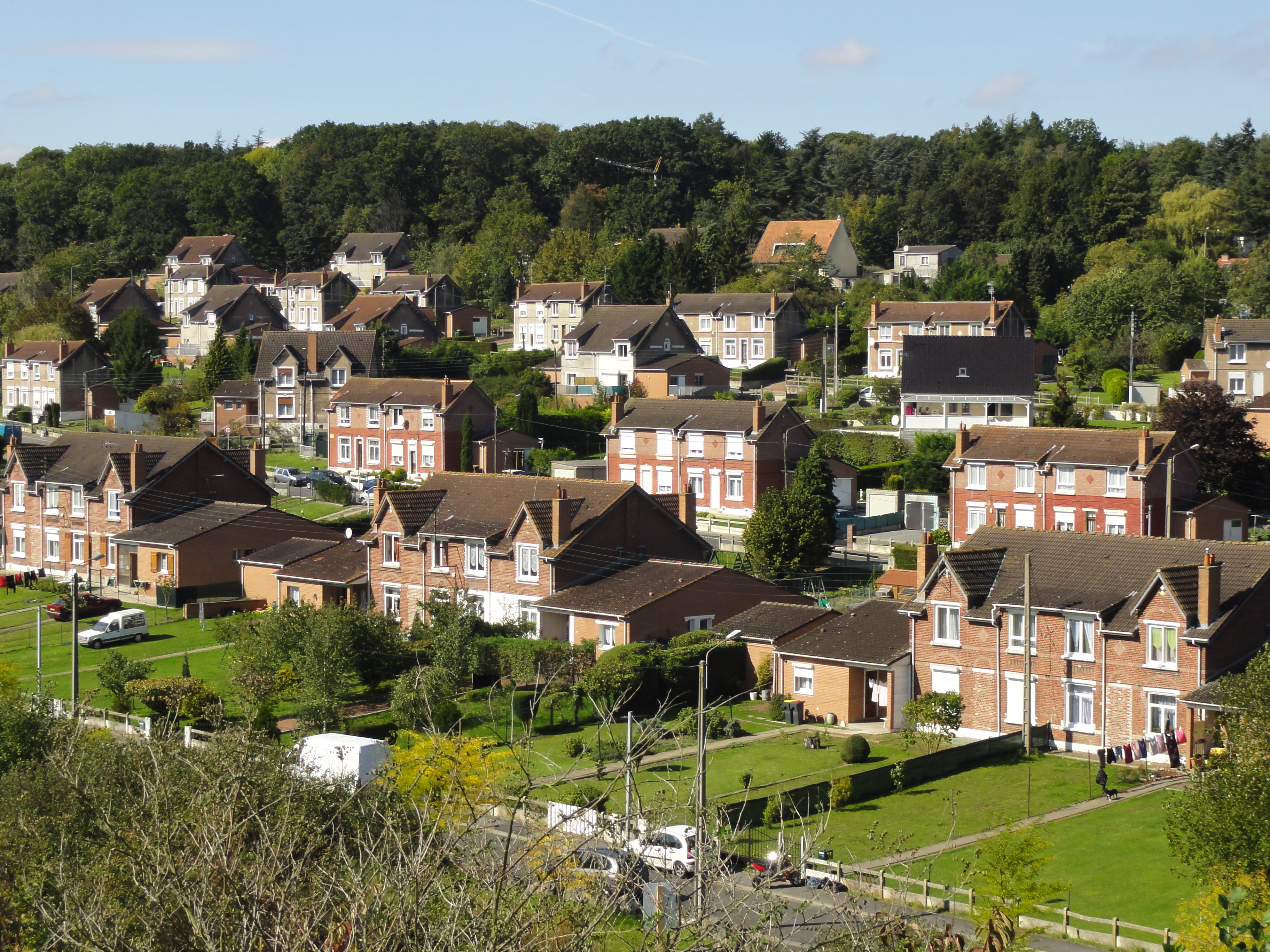
La cité des Garennes.
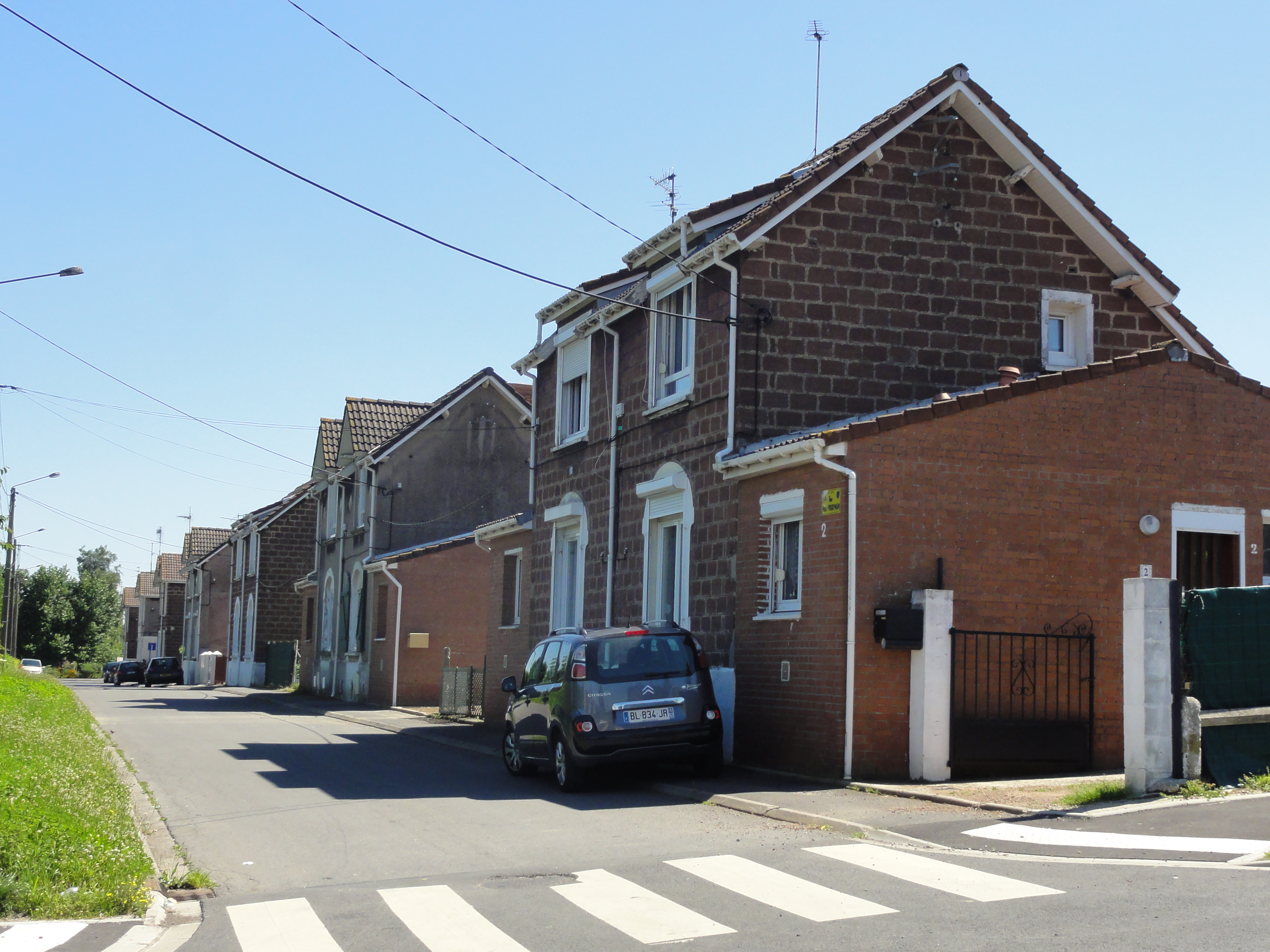
La cité des Petits Bois.

#### Monuments historiques
La commune est riche de trois monuments historiques :
- le chevalement de la fosse no 3 (dite fosse Aimé-Tilloy ou fosse Saint-Amé), érigé pour la Compagnie des Mines de Lens en 1920 sur un site d'extraction remontant à 1858. Le chevalement métallique à treillis est caractéristique de la reconstruction des mines de Lens dans les années 1920. Ce chevalement a été le témoin de la catastrophe du 27 décembre 1974 qui fit 42 victimes. Il fait l’objet d’une inscription au titre des monuments historiques depuis le 6 mai 1992[74] ;
- le chevalement du puits n° 1bis de la compagnie des mines de Liévin, en totalité, fait l’objet d’une inscription au titre des monuments historiques depuis le 6 mai 1992[75] ;
- le temple protestant et ses annexes, en totalité, et les façades et toitures de son presbytère font l’objet d’une inscription au titre des monuments historiques depuis le 25 novembre 2009[76].

#### Autres lieux et monuments
- Le monument aux morts[77].
- Les plaques commémoratives de l'hôtel de ville commémorant 1914-1918, 1939-1945, l'Indochine , l'Algérie-Maroc-Tunisie[78].
- Le mémorial national des scouts morts pour la France[79].
- La stèle Marie Liétard, dans le cimetière[80].
- La stèle aux veuves et orphelins victimes des guerres[81].
- Le monument aux morts de la guerre franco-allemande de 1870[82].

Les cinq bâtiments suivants sont répertoriés à l'inventaire général du patrimoine architectural en France (base Mérimée) : la résidence « Les Marichelles », modèle innovation et maisons gradins jardins ; la mine de houille dite fosse no 1 ; la mine de houille dite fosse no 3 ou fosse Amé-Tilloy ou fosse Saint-Amé ; la chapelle Notre-Dame-de-Lourdes construite de 1954 à 1956 par les paroissiens, essentiellement des mineurs et l'église paroissiale du Sacré-Cœur qui, à l'origine, est une chapelle construite en 1912, détruite pendant la Première Guerre mondiale, reconstruite en 1924, démolie en 1979 et reconstruite en 1979 et 1980 sur les plans de l'architecte André Evard.

### Patrimoine culturel
- Le Centre de conservation du Louvre destiné à la préservation des œuvres du Musée du Louvre estimées en péril en cas de crues centennales de la Seine et dédié à a recherche.
- La Maison de la Mémoire de Liévin, inaugurée en 2003. Elle présente les différentes étapes de l’histoire de la commune, depuis l’époque néolithique[88].
- La médiathèque Jacques Duquesne[89].
- La bibliothèque municipale Desrousseaux et la bibiothèqye Jacques Duquesne.
- Les deux cinémas (Arc en ciel et Pathé).
- Le théâtre (Arc en ciel).
- Le café théâtre.
- Le centre culturel et social.
- Les deux Librairies.

### Personnalités liées à la commune
- Liévin de Gand, évêque irlandais, évangélisateur des Flandre au VIIe siècle.
- Arthur Lamendin (1852-1920), mineur et homme politique, maire de la commune pendant sept années.
- Georges Carpentier (1894-1975), boxeur né dans cette ville.
- Augustin Viseux (1909-1996), mineur et écrivain né dans cette ville.
- Henri Darras (1919-1981), homme politique, maire de la commune pendant 29 ans et mort dans la commune.
- Stéphane Kubiak (1929-2007), chanteur, né dans la commune.
- Robert Enrico (1931-2001), réalisateur, né dans cette ville.
- Jean-Pierre Kucheida (1943-), homme politique, maire de la commune pendant 32 ans.
- Yann Redalié (it) (1946-), pasteur protestant et spécialiste de la Bible, né dans la commune.
- Robert Défossé (1909-1973), gardien international de football français, né dans la commune.
- Arnold Sowinski (1931-2020), footballeur, né à Liévin.
- Lucas Belvaux (1961-), a été reçu par les lycéens du lycée Henri-Darras qui font l'option et la spécialité Cinéma Art Audiovisuels afin de fêter les 25 ans de leur Studio. Il donnera par la même occasion son nom à l'un des amphithéâtres du lycée.
- Sergueï Bubka (1963- ), athlète ukrainien, spécialiste du saut à la perche ayant battu le record du monde à Liévin.
- Colbert Marlot (1963-), footballeur et entraîneur français, est né à Liévin.
- Norman Thavaud (1987-), humoriste y a passé son enfance, web-humoriste.
- Raphaël Varane (1993-), footballeur français champion du monde 2018 qui a étudié au lycée Henri-Darras.
- Benjamin Pavard (1996 -), footballeur français champion du monde 2018 qui a été formé au pôle espoirs de Liévin durant ses années de collège
- Jeff Reine-Adélaïde (1998-), né en Île-de-France, il rejoint le Racing Club de Lens en 2010 puis Arsenal FC en 2015. ; en parallèle il étudie au lycée Henri-Darras jusqu'en 2014.

### Liévin dans les arts et la culture
Plusieurs scènes de films ont été tournées à Liévin :
- 1949 :  Le Point du jour de Louis Daquin[90],[91],[92] ;
- 1997 : Je ne vois pas ce qu'on me trouve de Christian Vincent avec Jackie Berroyer et Karin Viard[93] ;
- 2004 : Quand la mer monte… de Yolande Moreau ;
- 2010 : Copacabana avec Isabelle Huppert ;
- 2013 : 
  - La Grande Boucle de Laurent Tuel,
  - Henri de Yolande Moreau,
  - La Vie d'Adèle : Chapitres 1 et 2 d'Abdellatif Kechiche[94].
- 2016 : Le supplice de Dante d'Armony Clouet et Grégoire Volferre[95] ;
- 2018 : Le pays rémanent, documentaire d'Ugo Zanutto[96] ;
- 2019 : Effacer l'historique, de Benoît Delépine et Gustave Kervern ;
- 2020 : 
  - Mine de rien, de Mathias Mlekuz,
  - Une belle équipe de Mohamed Hamidi avec Kad Merad.

### Héraldique
| Blason de Liévin | Blason  | Fascé d’argent et de gueules de 8 pièces. Ornements extérieursCroix de guerre 1914-1918 |
| Blason de Liévin | Détails | Adopté par la municipalité le 16 décembre 1955.                                         |

## Pour approfondir

#### Bases de données, dictionnaires et encyclopédies
- Ressources relatives à la géographie :   - Insee (communes)
  - Ldh/EHESS/Cassini
- Ressource relative à plusieurs domaines :   - Annuaire du service public français
- Ressource relative à la musique :   - MusicBrainz
- Notices dans des dictionnaires ou encyclopédies généralistes :   - Britannica
  - Gran Enciclopèdia Catalana
  - Internetowa encyklopedia PWN
- Notices d'autorité :   - VIAF
  - BnF (données)
  - LCCN
  - GND
  - Israël